# Paco de Lucía
Vous lisez un « article de qualité » labellisé en 2018.
Pour les articles homonymes, voir Francisco Sánchez, Sánchez, Gomez et Lucia.
Francisco Sánchez Gómez,, connu sous le nom de Paco de Lucía [ˈpä.ko̞ ð̞e̞ lu.ˈθi.ä] (né le 21 décembre 1947 à Algésiras, dans la province de Cadix, en Espagne, et mort le 25 février 2014 à Playa del Carmen, au Mexique) est un guitariste et compositeur espagnol. Il est considéré par plusieurs flamencologues, notamment Félix Grande et Guillermo Castro Buendía comme le meilleur guitariste de flamenco de tous les temps, et l'un des meilleurs instrumentistes de l'histoire de la guitare. Compositeur prolifique, il a notamment apporté des innovations importantes à la guitare flamenca. Nombre de ses pairs guitaristes se réclament de son influence. Il est le guitariste de flamenco contemporain le plus connu dans le monde. Sa reconnaissance est attestée par les nombreux prix et distinctions qui lui ont été décernés, dont le prix Prince des Asturies des arts, le plus prestigieux d'Espagne, et la médaille d'or du mérite des beaux-arts.
Enraciné dans une longue tradition dont il a su exprimer la quintessence, puis devenu pour le public le plus large la figure principale et la plus universelle du flamenco des dernières décennies, il a pu imposer l'évolution, voire la réforme, qui a porté cet art, pour un temps, sur les devants de la scène musicale internationale, en important de nouveaux rythmes issus du jazz, de la bossa nova ou des musiques caraïbes, de même que des traits empruntés à la musique classique. En témoignent, entre autres, la diversité de ses enregistrements ainsi que ses collaborations avec des musiciens internationaux comme Carlos Santana, Al Di Meola et John McLaughlin, le cinéaste Carlos Saura, et d'autres grandes figures du flamenco telles que Camarón de la Isla, Tomatito et Antonio Gades, avec lesquelles il a modernisé les concepts de base du flamenco originel.
Avec quelques enregistrements novateurs et controversés du cantaor (chanteur de flamenco) Enrique Morente (de la même génération que Paco de Lucía), considérés par certains « puristes » de la tradition flamenca comme « iconoclastes », Paco et Camarón représentent les grands initiateurs du courant flamenco nuevo (« Nouveau flamenco ») de la génération suivante, qui expérimente la fusion avec de nombreuses musiques du monde. Malgré le rayonnement international que Paco de Lucía a donné à sa musique, malgré sa maîtrise de la guitare flamenca dans toute sa dimension traditionnelle, ces puristes ne lui ont jamais pardonné ses ouvertures (au jazz notamment) et estiment qu’il a « trahi » les racines idiomatiques du flamenco originel.
Tout au long de sa carrière, de 1961 à 2014, il a gravé en propre sous son nom 42 disques, et participé à des créations musicales de chanteurs de flamenco ou d'interprètes de genres musicaux très variés.

## Biographie

### Enfance et débuts

#### Enfance

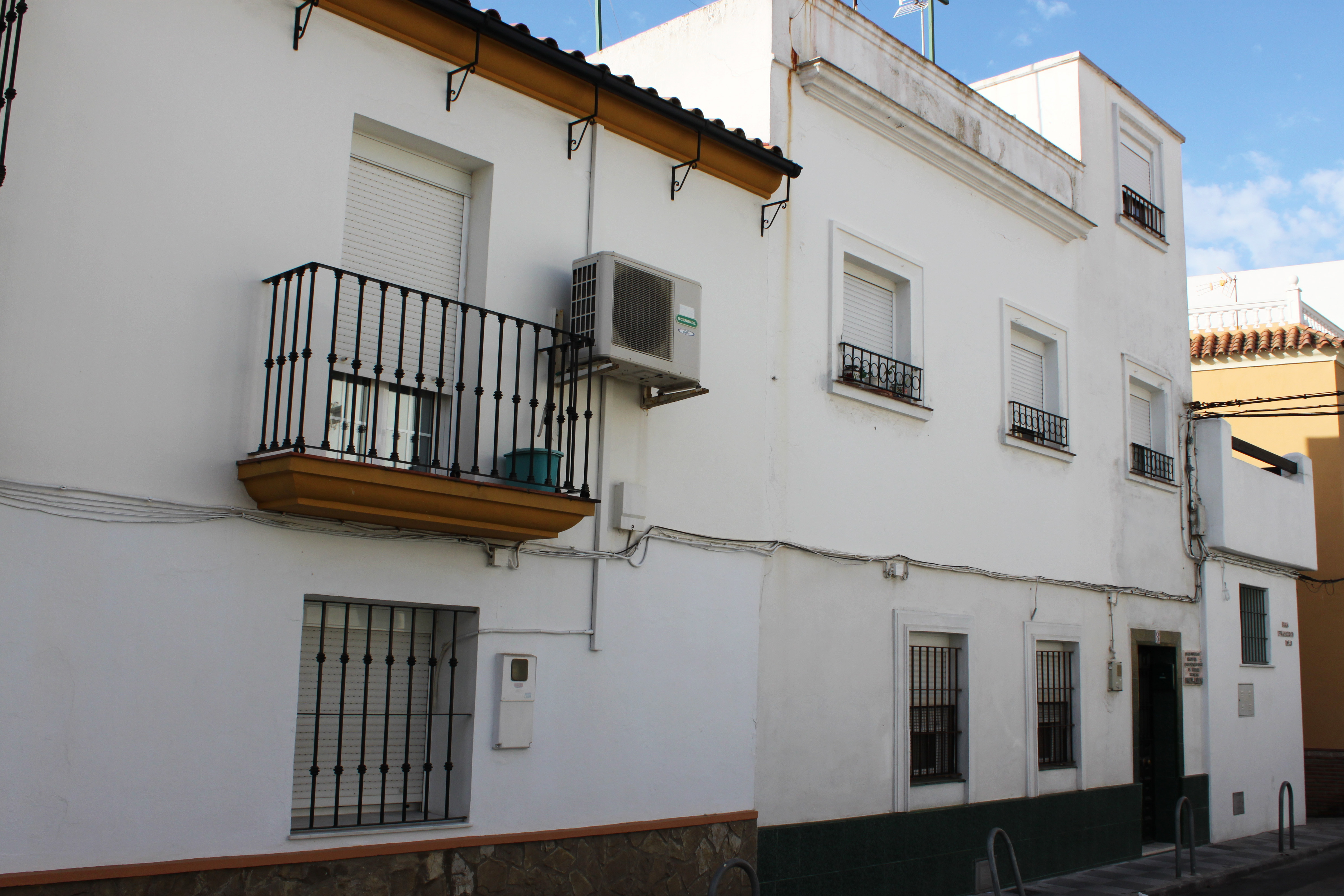
Maison natale de Paco de Lucía au 8, rue San Francisco, quartier de Fuentenueva, Algésiras en Andalousie.

Paco de Lucía naît dans le quartier de La Fuentenueva (rue San Francisco) et vit enfant dès l’âge de cinq ans dans le quartier de La Bajadilla (rue Barcelone) du port andalou d'Algésiras, une des deux communes les plus au sud de la péninsule Ibérique, juste à l'ouest de Gibraltar. Ce sont des quartiers populaires à prédominance gitane. Dans la rue comme dans sa famille, il baigne depuis sa plus tendre enfance dans une ambiance musicale marquée par le flamenco.
Il est le plus jeune des cinq enfants du couple formé en 1934 par Antonio Sánchez Pecino (1908-1994) et par Lúzia Gomes Gonçalves (son nom en portugais, hispanisé en Lucía Gómez Gonzálvez ; mais Paco lui rendra hommage en 1998 sous son prénom portugais dans l’album intitulé Luzia). Sa mère est originaire du village de Montinho, pas très loin de la ville de Castro Marim (nom d’un autre album en 1981) au Sud du Portugal, et tout proche de la frontière espagnole.
La fratrie est composée de María Luisa, l’aînée et unique sœur (née en 1935), puis Ramón (né en 1938), Antonio junior (né en 1942), Pepe (diminutif de José, né en 1945) et enfin Paco (diminutif de Francisco, né en 1947). Les enfants sont tous les cinq initiés au cante (chant flamenco) ou au toque (jeu de la guitare flamenca), mais seuls Ramón, Pepe et Paco en feront leur métier.
Le père fait vivre, difficilement, sa famille nombreuse comme marchand de tissu ambulant, et, à l'occasion, marchand de fruits, ou encore ouvrier à l’usine. Mais il est aussi un bon guitariste de flamenco amateur, et sous le nom de scène d’« Antonio de Algeciras », il arrondit les fins de mois en jouant la nuit dans les tablaos et les fêtes locales. Là, il se rend compte qu’il y a pléthore de « cantaores » (chanteurs de flamenco, variante dialectale andalouse du castillan « cantadores » qui signifie chanteurs en général), pas toujours al compás (« dans le rythme ») par défaut d’accompagnement, justement parce qu’on manque de guitaristes ; c’est pourquoi il initie promptement la formation professionnelle de ses fils en les orientant vers cet instrument. Le flamencologue américain Donn E. Pohren considère même que le père a conçu très tôt pour ses enfants un grand projet de carrière artistique, à son sens plus lucrative que les travaux subalternes dans lesquels il s’épuisait le jour tout en vivant chichement. Les Sánchez sont donc une famille paya (« non gitane »), mais entre les fêtes et le petit commerce, ils vivent dans une telle proximité avec la communauté des Gitans que ceux-ci iront jusqu’à surnommer Antonio père el gitano rubio (« le gitan blond »).

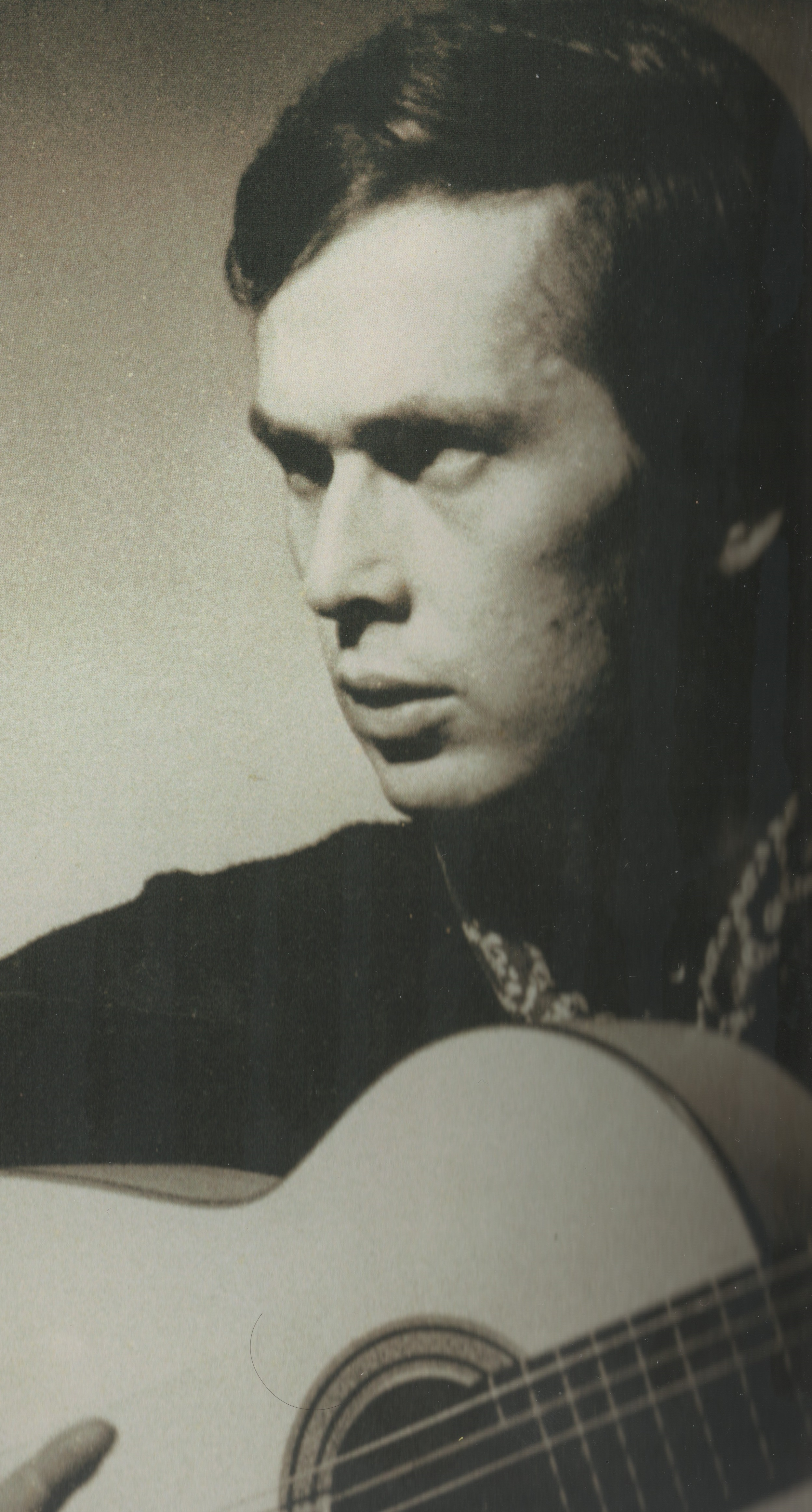
Paco de Lucia en 1972, au regard concentré et « brûlant de duende » (voir ci-dessous la section consacrée au duende de Paco, ainsi que la photo complète à la section Convergence).

Dès son plus jeune âge, l'environnement de Paco de Lucía est donc favorable à l'apprentissage du flamenco, tout d'abord par son père, qui lui donne ses premières leçons dès l'âge de cinq ans et lui impose bientôt de travailler douze heures par jour, seul ou en compagnie de ses frères Pepe et Antonio,.
Selon une tradition andalouse, il doit son surnom au prénom de sa mère, Lucía, portugaise de naissance ; il était désigné tout jeune comme Paquito el hijo de Lucía (« Petit Paco, le fils de Lucía »), ou el hijo de la portuguesa (« le fils de la portugaise »), ce qui par la suite deviendra le titre d'un ouvrage qui lui sera consacré,. Au moment de prendre un pseudonyme, il a voulu lui rendre hommage, tout comme son frère Pepe de Lucía, alors que leur frère aîné Ramón de Algeciras avait choisi, comme beaucoup de chanteurs de rue, et aussi comme leur père Antonio, de prendre le nom de leur ville ou village,.
Après leur travail, les tocaores (« musiciens, guitaristes de flamenco : variante dialectale andalouse du castillan tocadores=musiciens ») que fréquente leur père (entre autres les guitaristes Melchor de Marchena et El Titi de Marchena, qui sera son premier professeur),, prolongent les nuits festives dans le patio de la maison familiale. Puis ses frères aînés stimuleront aussi son premier apprentissage : Ramón de Algeciras déjà reconnu comme guitariste de talent et Pepe de Lucía qui mène très tôt une carrière de chanteur de flamenco. Il explique lui-même ainsi sa vocation et sa précocité : « Avant même de poser les doigts sur un manche de guitare, je connaissais tout du flamenco : les rythmes les plus complexes, le langage. » Il quitte définitivement l'école à onze ans. Son père estime que les finances familiales ne permettent plus à son fils de suivre une formation scolaire, et préfère qu'il se consacre exclusivement à la guitare, espérant que le talent qu'il a décelé en lui puisse aider à subvenir aux besoins de la famille,. Le travail acharné que fournit Paco, tout au long d'un apprentissage étroitement encadré par son père, finit par payer. En 1958, à seulement onze ans, il donne sa première représentation à la radio locale d'Algésiras. Sa prestation est alors considérée comme stupéfiante, sa technique déjà très sûre.

« Quand à douze ans il a commencé à monter sur scène dans son Algésiras natal, Francisco Sánchez Gómez n’était qu’un garçon extrêmement studieux avec un seul objectif dans sa vie : être un grand guitariste de flamenco. Les années passant, Francisco, le fils d’Antonio et de Lucía, est parvenu beaucoup plus loin et s’est métamorphosé en une référence musicale pour le monde entier. »

— J. M. Valenzuela,.

#### Premières prestations, premiers prix et engagements
À Jerez de la Frontera, à l'âge de quatorze ans, Paco participe avec son frère Pepe au Concours international ou Certamen (« joute ») d'Art Flamenco de 1962. Pepe y gagne le premier prix du chant pour ses malagueñas, et Paco pour sa part, trop jeune pour être dans la catégorie générale, remporte le prix spécial, ou prix Javier Molina, créé ex professo tout exprès pour lui. La même année, toujours à quatorze ans, il est engagé comme guitariste dans la compagnie de danse José Greco et effectue sa première tournée aux États-Unis,. À New York, il rencontre Mario Escudero et Sabicas, deux guitaristes espagnols réputés qui l'encouragent à mener une carrière de soliste. Sabicas en particulier l'encourage à composer sa propre musique, plutôt que de reprendre les succès d'el Niño Ricardo, son maître. Paco confesse que cette phrase de Sabicas fut pour lui une révélation qui a changé sa vie, et qu'il raconte ainsi :

« Alors que je jouais pour lui [Sabicas], il me disait : « Joue-moi ci, joue-moi ça, joue-moi une soleá, une taranta ! », et je ne sais quoi encore… Et quand j'eus terminé de jouer, comme je jouais les morceaux de Niño Ricardo… (je crois que cela l'offensait d'une certaine manière…) alors il m'a dit une parole qui fut une phrase-clé pour l'essor ultérieur de ma carrière de guitariste, il dit : « Oui, tu joues bien, mais… un guitariste se doit de jouer sa propre musique ! » Cela m'a marqué profondément, ce fut un choc. Ah, malheureux ! Parce que j'ai dû oublier tout ce que j'avais, oublier toutes les falsetas, toute la musique de Niño Ricardo que je jouais, et… je me suis mis à composer ! »

— Paco de Lucía,,,.

#### Premiers enregistrements
Dès 1961, à treize ans, Paco enregistre ses premiers disques chez Hispavox comme accompagnateur de son frère le cantaor Pepe de Lucía, sous le nom de Los Chiquitos de Algeciras, trois disques de quatre chansons chacun, qui seront réédités remastérisés en CD en 2016. Puis en 1963, les mêmes Chiquitos de Algeciras enregistrent un LP de douze titres sous le titre cante flamenco tradicional, réédité en 1982, puis en CD en 1995, en 2003,, et enfin en 2016 en un double CD réunissant treize titres de 1963 (les douze initiaux plus un bonus) et quinze titres de 1961 (les douze déjà enregistrés en trois EP plus trois inédits).
En 1964, il enregistre son premier disque en solo, La guitarra de Paco de Lucía (un super 45 tours, ou EP, de 4 titres). L'accueil réservé à ses compositions personnelles dans le milieu du flamenco et le succès de ses concerts font que son talent et sa technique instrumentale commencent à être plus largement reconnus. S'ouvrent alors à lui d'autres horizons musicaux.

### Envol international

#### Enregistrements et rencontres importantes

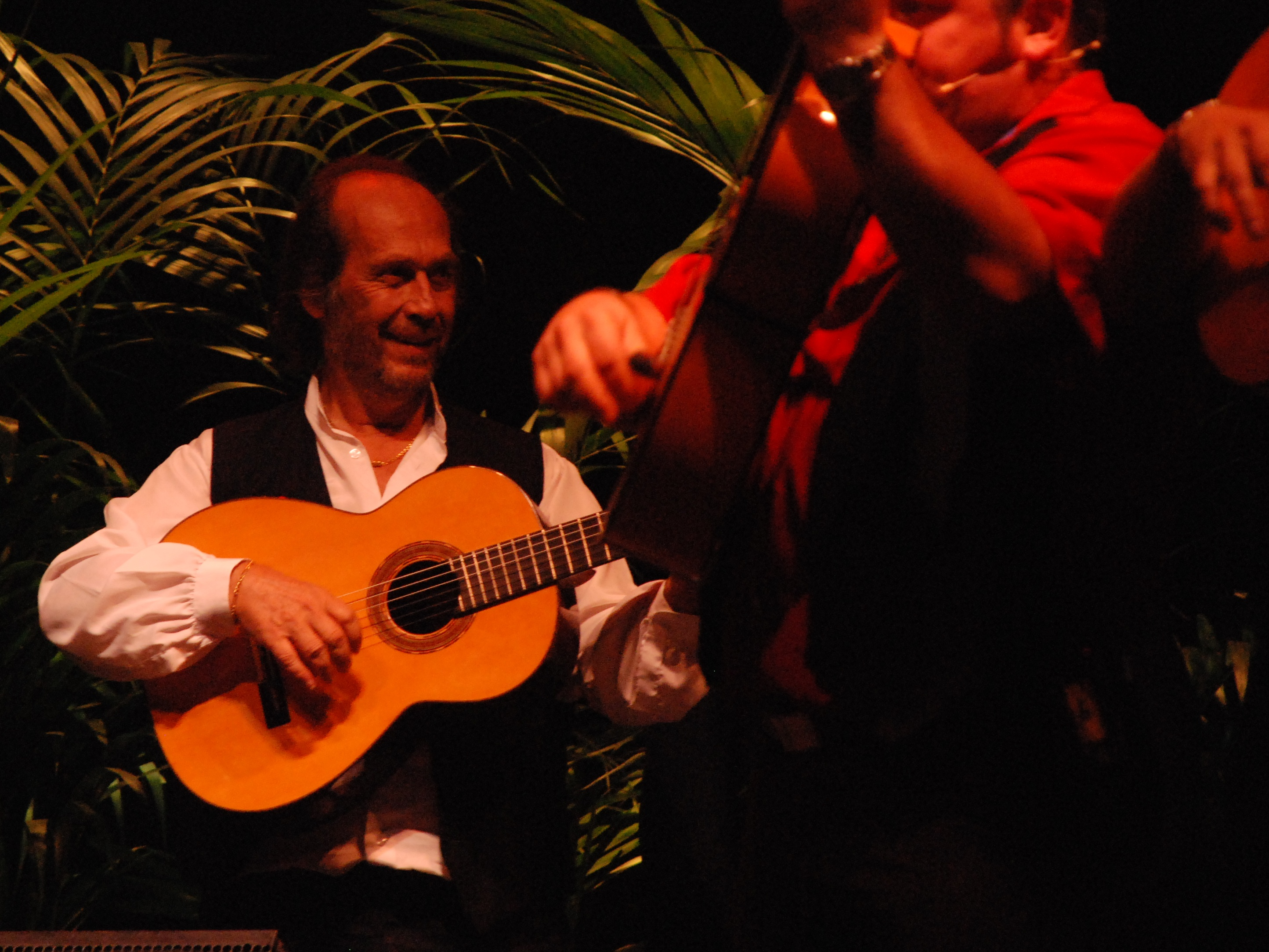
Paco de Lucía au festival Málaga en Flamenco (2007).

De 1964 à 1967, il enregistre quatre albums LP, d'abord avec le guitariste Ricardo Modrego qu'il avait connu quand ils travaillaient ensemble pour le bailaor (« danseur de flamenco ») José Greco, et qui avait ses entrées dans la compagnie Philips Music, puis avec son frère aîné Ramón de Algeciras. Ces disques montrent un Paco à la fois très enraciné dans la tradition flamenca la plus pure, et maîtrisant déjà solidement les techniques de la guitare flamenca moderne. Au cours de l'année 1967, Paco enregistre aussi son premier album complet en solo sous le titre La fabulosa guitarra de Paco de Lucía, rappelant le titre de son premier super 45 tours en solo (extended play, de 4 titres) de 1964 : La guitarra de Paco de Lucía (réédité en CD en 2003 sous le titre Por descubrir, en complément de l'intégrale publiée en 27 CD par Philips puis Universal Music),.
Après l'effondrement du nazisme en 1945, la dictature instaurée par Franco réaffirme son anticommunisme, et rejoint le camp occidental alors que s'ouvre la période de guerre froide. Dans les années 1950, la culture espagnole, marquée par le conservatisme et le nationalisme du régime franquiste depuis la guerre civile d'Espagne de 1936, s'expose de nouveau aux influences extérieures, notamment américaines. Le jazz, banni dans les années 1930 des diffusions radiophoniques et des scènes musicales, est de retour dans le pays. Dans le courant des années 1960, en plein développement du miracle économique espagnol, l'ouverture au monde de l'Espagne s'approfondit. À son niveau, Paco de Lucía y contribue.
En effet, dès 1967 et jusqu'en 1969, Paco, en duo avec son frère Ramón, élargit son répertoire musical, en enregistrant plusieurs morceaux de musique latino-américaine à la façon flamenca. Les albums Dos guitarras flamencas en América Latina, sorti en 1967, puis, en 1969, En Hispanoamérica et 12 Hits Para Dos Guitarras Flamencas Y Orquesta De Cuerda constitutent un ensemble assez hétéroclite de succès populaires arrangés pour deux guitares. Les deux jeunes musiciens revisitent, entre autres, les boléros Perfidia, Quizás, quizás, quizás, Bésame mucho, le tango Tango Delle Rosa, l'air traditionnel du folklore chilien Yo vendo unos ojos negros, Las Mañanitas, une chanson d'anniversaire traditionnelle  d'Amérique latine, La flor de la canela, une valse du Pérou écrite par la chanteuse péruvienne Chabuca Granda, la romance « Je crois entendre encore » extraite de l'opéra de Georges Bizet Les Pêcheurs de perles, sous le titre Los Pescadores De Perlas, la bossa nova Manhã de Carnaval de Luiz Bonfá, un choro Tico, Tico, œuvre du brésilien Zequinha de Abreu, la habanera La paloma, les chansons Granada de Agustín Lara, Guadalajara de Pepe Guízar, typique du genre mariachi, et Que será, será. Selon les flamencologues Donn E. Pohren et Diana Pérez Custodio, cette production discographique relève davantage de la volonté du père des deux artistes de tirer un bénéfice financier du talent de ses fils et des impératifs commerciaux de leurs maisons de disques que d'un véritable projet artistique,. Pérez Custodio précise qu'au début de sa carrière, comme tout autre artiste, Paco n'échappe pas aux contraintes économiques de l'industrie culturelle. Certains de ces morceaux, avec quelques inédits, seront toutefois réédités en un quatrième LP de compilation en 1981, sous le titre En Hispanoamerica Vol. 2.
En 1967, tout juste vingtenaire, Paco, seul cette fois, avait aussi participé en tant que guitariste à l'élaboration de l'un des premiers disques de fusion mêlant flamenco et jazz : Jazz Flamenco, une œuvre expérimentale conçue par son compatriote le saxophoniste Pedro Iturralde,,,. L'année suivante, il est le seul guitariste flamenco sur l'album Jazz Flamenco 2 d'Iturralde, et l'invité du quintet d'Iturralde sur l'album Flamenco-Jazz produit par Joachim-Ernst Berendt,. Dans ce disque, les expérimentations d'Iturralde et Paco s’éloignent de leurs compositions précédentes, et de celles, antérieures de près d’une décennie, de Miles Davis qui s'inscrivaient en fait dans une démarche-sœur de celle d'Iturralde et de Paco, mais inverse pourrait-on dire de fusion jazz-flamenco : car Miles partait du jazz pour approcher « de l'extérieur » l'esthétique et les constantes du flamenco : ce sont, en 1959, les Flamenco sketches qui closent l'album Kind of Blue — le thème et l’album ont un grand retentissement dans l'univers du jazz, en raison des improvisations modales proposées par Miles et Bill Evans, mais aussi des solos de John Coltrane dont la couleur flamenca est bien plus qu'un décor —, immédiatement suivis, en 1960, par les Sketches of Spain, arrangés ou composés par Gil Evans, et qui montrent la version de Miles du Concerto d'Aranjuez, et des titres évocateurs du flamenco : Saeta et Solea. Nul doute que la démarche de Miles Davis a influencé Iturralde et Paco dans leurs projets ultérieurs de fusion flamenco-jazz-rock. Régulièrement, Paco reviendra (en plus de ses collaborations avec McLaughlin, Al Di Meola, Coryell, Corea et Santana) à ces explorations de fusion flamenco-jazz, comme l'atteste par exemple la rumba Casa Bernardo qui clôt l'album multi-primé Cositas Buenas en 2004, avec notamment la participation de Jerry González à la trompette.
À partir de la publication de son album Fuente y caudal (La source et le flux) en 1973, la musique de Paco de Lucía touche le grand public : elle comprend entre autres la rumba Entre dos aguas, grand succès, qui, dit-on, fut presque le fruit du hasard lors d'une improvisation en fin de séquence de travail en studio,. Dans l'émission La hora de... : la guitarra de Paco de Lucía qui lui est consacré, il raconte lui-même, en 1976, l'anecdote de la genèse de cette pièce qui sera si importante pour sa popularité. Avec ce titre, le flamenco de Paco entre pour la première fois dans les boîtes de nuit à la mode. L'album montre aussi la délicatesse des trémolos et les audaces harmoniques de Solera (Bulerías por soleá), de Plaza de San Juan (Alegrías), et du morceau éponyme Fuente y caudal (Taranta), qui sont joués à la guitare seule. Le disque devient en peu de mois numéro un des ventes en Espagne. 
En 1975, Paco de Lucía se produit avec son frère Ramón en concert au prestigieux Théâtre royal de Madrid, c'est le premier artiste de flamenco à accéder à cette salle habituellement plutôt réservée à la musique classique. Le guitariste se rapproche d'une reconnaissance internationale. Avec les années, sa musique s'est progressivement ouverte à de nouveaux styles, en même temps qu'il la faisait entendre dans des aires de diffusion de plus en plus larges et d'autant plus éloignées des traditionnels tablaos et des peñas où il officiait jusque-là. Au cours des années 1970, il se produit avec un succès grandissant dans toute l'Europe, en Amérique du Nord et au Japon. Lors de ces tournées, qui occupent désormais la majeure partie de son temps, il rencontre des musiciens fameux venus d'horizons divers. Des affinités et des projets musicaux en commun naissent de ces contacts, ce qui accentue sa propension déjà exprimée à hybrider son flamenco avec des univers musicaux qu'il découvre compatibles, non seulement la musique latine, mais aussi le jazz, le rock, le blues, voire les musiques indienne et arabe. Cette fusion lui apparaît d'autant plus à portée de main et stimulante que son aisance virtuose dans tous les secteurs et types de jeu de la guitare n'est plus à démontrer. On pourrait presque dire, à la suite de l'écrivain espagnol José Manuel Caballero Bonald, qu'au-delà même de la virtuosité, Paco de Lucía faisait preuve d'un véritable « virtuosisme énigmatique » littéralement enflammé de duende. Ce « virtuosisme » lui permet une adaptation rapide à des styles pourtant tout à fait étrangers à son imprégnation initiale, et lui offre la possibilité d'orienter sa guitare désormais vers d'autres projets musicaux plus ambitieux encore.

#### Musique classique
Par la suite, Paco de Lucía adapte aussi en style flamenco plusieurs thèmes de compositeurs espagnols de musique classique, qui étaient eux-mêmes influencés par le flamenco, en une sorte de « va-et-vient » de fusions convergentes : c'est d'abord Manuel de Falla en 1978 avec l'album Interpreta a Manuel de Falla (notamment une version très rythmique et innovante pour le flamenco de la célèbre Danse rituelle du feu, avec flûte et basse électrique),. Son incursion dans le domaine de la musique savante choque alors l'interprète classique Andrés Segovia.
Quelques années plus tard, en 1991, il enregistre avec l'Orchestre de Cadaqués, dirigé par le chef d'orchestre Edmon Colomer, l'œuvre majeure de Joaquín Rodrigo : le Concerto d'Aranjuez, en présence du compositeur lui-même, âgé de 90 ans et aveugle,. Ne lisant pas le solfège, Paco s'était isolé pendant une vingtaine de jours pour parvenir à déchiffrer la partition à l'aide d'un manuel de musique. Des années plus tard, il confie dans une interview qu'il avait appris la totalité du concerto d'oreille (à 80 %), à l'aide de ses disques, s'enfermant un mois avec eux dans sa maison du Yucatán, et à 20 % seulement avec la partition et les tablatures, parce qu'il avait du mal à lire la musique. Le résultat est une interprétation originale, fidèle, dans les grandes lignes, à la composition de Rodrigo. Pour le musicologue Guillermo Castro Buendía, « il réalise là une importante version dans laquelle est mis en évidence l'aspect rythmique de la composition de Joaquín Rodrigo, en général négligé dans les mains d'autres guitaristes. » Mais, par cette initiative risquée, « il ravive la polémique du divorce consommé entre le monde classique et le flamenco. » En effet, l'artiste de flamenco s'attire la réprobation du guitariste classique Narciso Yepes, auteur d'une version du concerto en 1947, alors que Rodrigo, qui, en 1960, n'avait pas apprécié la version de Miles Davis, juge son interprétation « belle, exotique et inspirée ». Paco lui-même avait devancé ce point de vue, confiant à Enrique Planas (du périodique péruvien El Comercio) : « Les musiciens classiques sont plutôt racistes ! [rire] Là, ce concerto est joué comme doit le faire un Espagnol. Les musiciens classiques ont un son très beau, mais ils n'ont aucune idée de ce qu'est le rythme. »
La même année, il enregistre aussi en trio avec les guitaristes José María Bandera Sánchez et Juan Manuel Cañizares, trois extraits d'Iberia d'Isaac Albéniz : Triana, El Albaicín, El Puerto, complétant ce disque d'Aranjuez.

#### Collaborations et crossover

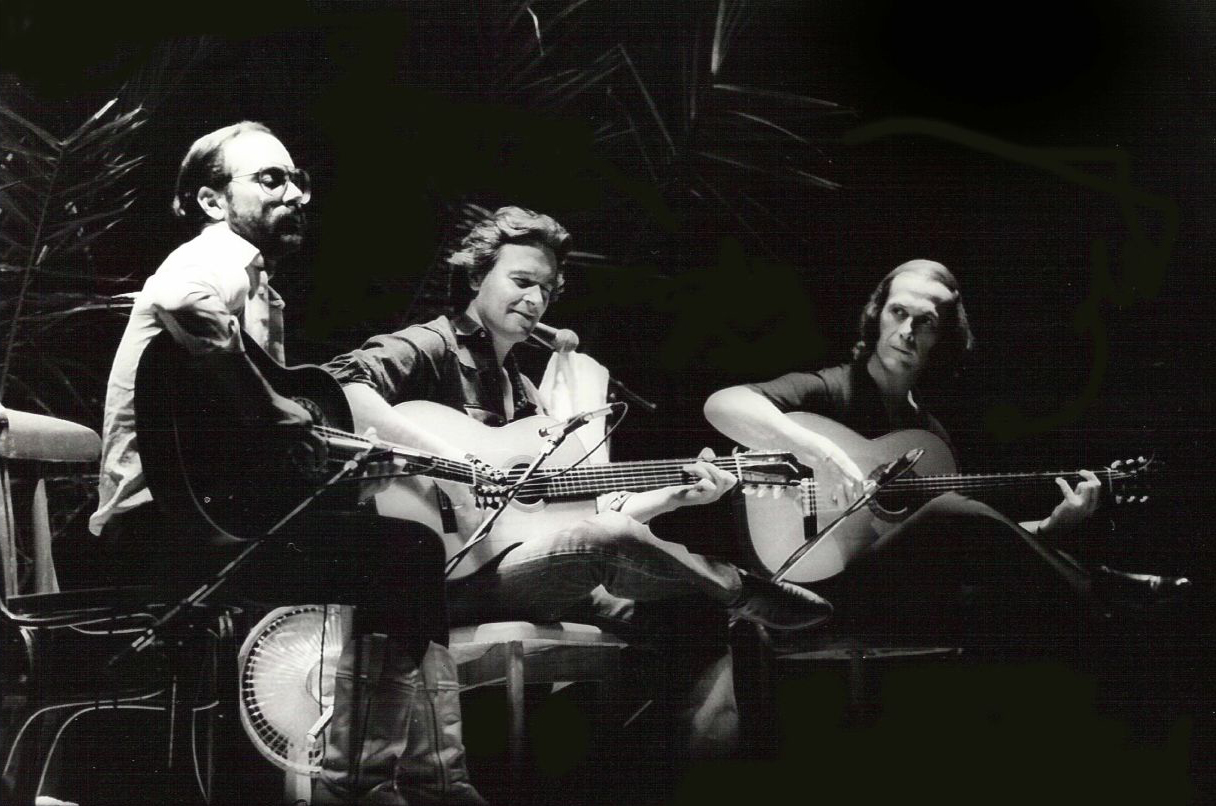
En 1981, un trio réunit les guitaristes John McLaughlin, Al Di Meola et Paco de Lucía.

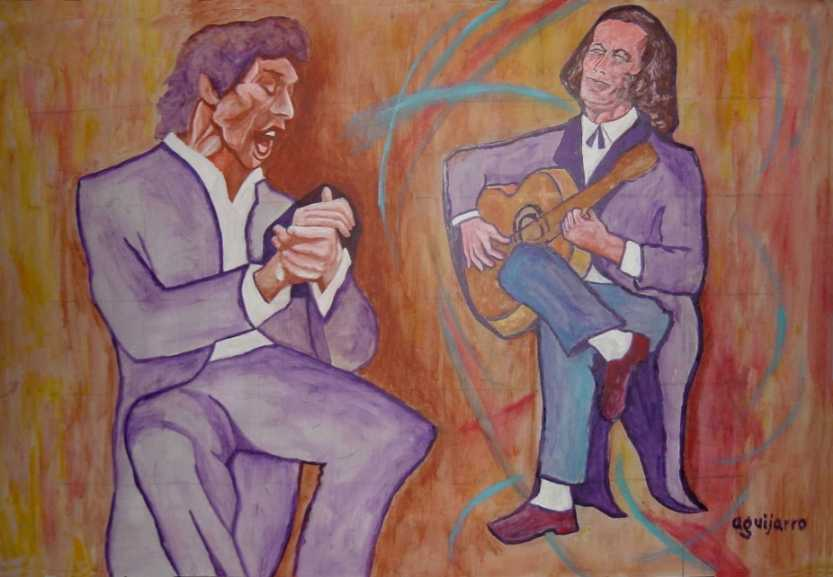
Camarón de la Isla et Paco de Lucía, par Antonio Guijarro Morales.

Parallèlement à la création d’une œuvre personnelle, Paco de Lucía collabore avec de nombreux musiciens de jazz et/ou guitaristes réputés : Larry Coryell, Chick Corea, Carlos Santana, Eric Clapton… En 1981, un trio réunit les guitaristes John McLaughlin, Al Di Meola et Paco de Lucía avec le disque en public Friday Night in San Francisco enregistré à l'issue d'une tournée mondiale,, qui se classe rapidement parmi les meilleures ventes historiques de disques de guitare instrumentale. Réussite confirmée en 1983 par le succès de l'album Passion, Grace and Fire du même trio de guitares. Au contact de ces jazzmen, cet artiste, qui ne lit pas la musique, se familiarise avec les codes de l'improvisation jazz, basée sur une suite d'harmonies à respecter. En effet, l'improvisation flamenco a ses codes propres. Malgré ces difficultés, il apprend à jouer sur scène avec des spécialistes en la matière, au prix de maux de tête terribles, disait-il lui-même avec humour, si ce n'est qu'il s'agissait d'une opération complexe : désapprendre des réflexes acquis pour les recomposer autrement, sans pour autant désorganiser en soi les conventions initiales.
Il a exploré à fond ces ouvertures sans jamais oublier son univers musical d'origine : il a continué à composer et enregistrer des albums plus nettement flamencos, et a partagé ses tournées dans le monde entier entre ses collaborations jazz et les tournées de son sextet de flamenco. Il s'est aussi associé à l'enregistrement de nombreux albums de la grande figure du chant flamenco Camarón de la Isla, : neuf albums co-réalisés de 1969 à 1977, puis cinq albums de Camarón où Paco apparaît, parfois avec Tomatito, de 1981 à 2006 (dont un posthume, pour Camarón donc). Cette rencontre, artistique et amicale, fut décisive pour les deux artistes, mais aussi pour le flamenco car leur tandem et ses succès auront une grande influence sur l'évolution générale de cette musique. Paco en parle ainsi : « En tournée, nous partagions la même chambre d'hôtel. Nous étions très créatifs et avions de grands rêves. Je préférais le chant à la guitare. Pour lui, c'était l'inverse. Parfaitement complémentaires, nous improvisions des nuits entières [en échangeant les rôles]. »

### Consécration et mort

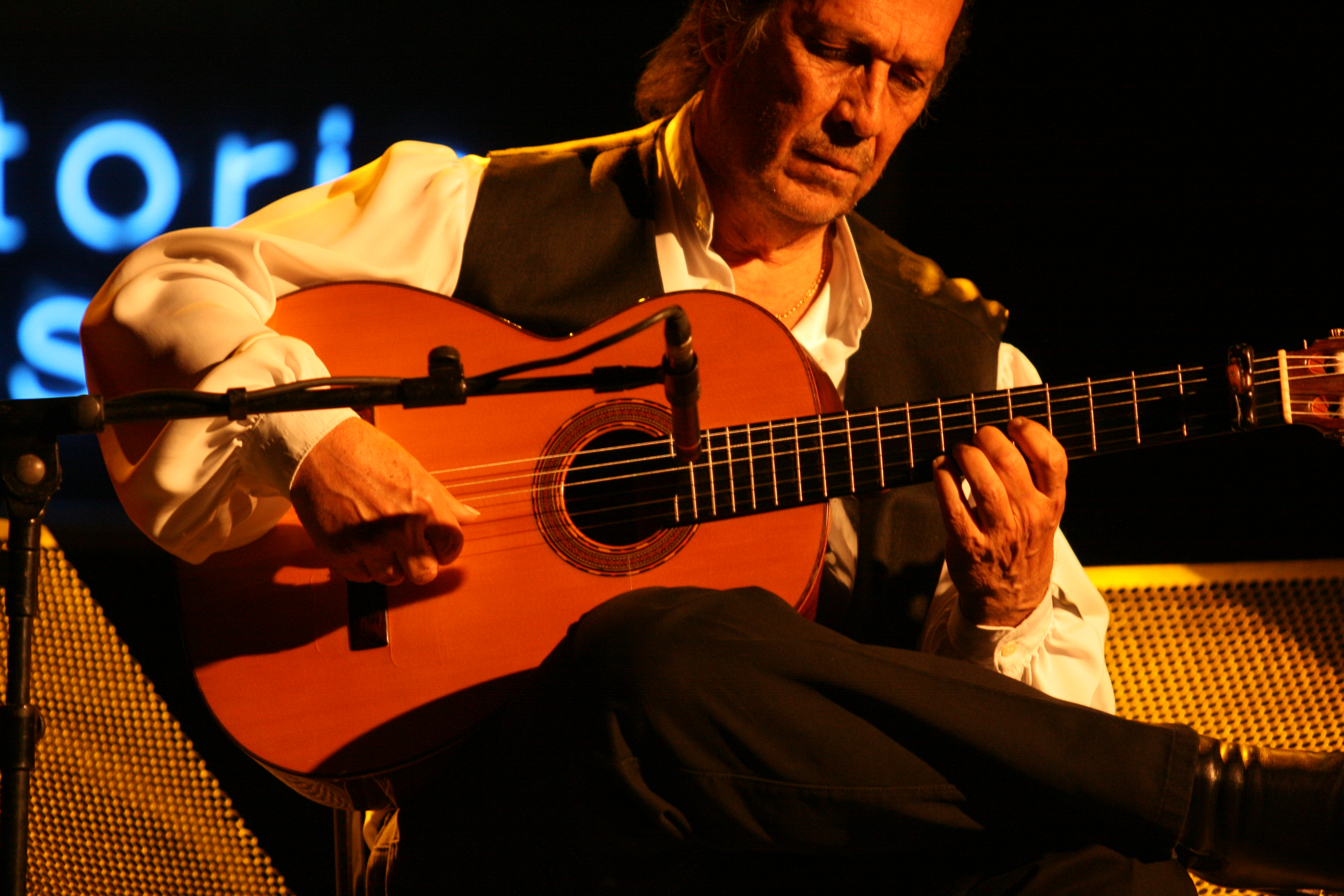
Paco de Lucía, jouant toujours très concentré au Vito Jazz Festival en juillet 2010.

Paco de Lucía a influencé de nombreux guitaristes de tous genres, au-delà même du flamenco, et a ouvert la voie à l'expression d'un nouveau flamenco qui élargit considérablement son audience à travers le monde,. Plusieurs flamencologues, notamment Félix Grande, qui lui a consacré un livre en partage avec le chanteur Camarón, ainsi que Guillermo Castro Buendía, qui a publié l'article « Paco de Lucía y su importancia histórica », le considèrent comme le meilleur guitariste de toute l'histoire du flamenco et l'un des meilleurs guitaristes de l'histoire.
À l'automne 2004, Paco de Lucía reçoit à Oviedo le prix Prince des Asturies des arts qui est le plus prestigieux d'Espagne. Ce prix est accordé aux artistes de toutes disciplines et de toutes nationalités dont l’expression et l’œuvre représentent un apport décisif au patrimoine culturel de l’humanité. Le jury a estimé qu’il était « considéré comme le plus universel des artistes flamenco, son style a fait école parmi les plus jeunes générations et son art est devenu un des meilleurs ambassadeurs de la culture espagnole à travers le monde » et que « tout ce qui peut s'exprimer avec les six cordes d'une guitare peut sortir de ses mains, qui s'animent avec l'émouvante profondeur de la sensibilité ». Selon la fondation Prince des Asturies, « Paco de Lucía a dépassé les frontières et les styles, pour devenir un musicien de dimension universelle. À partir de la guitare flamenco, il a aussi exploré le répertoire classique espagnol, d'Isaac Albéniz à Manuel de Falla, l'émotion de la bossa nova et du jazz ». Il est le seul artiste de flamenco à avoir jamais reçu cette distinction.
Il devient Docteur honoris causa de l’université de Cadix en 2007, et du Berklee College of Music en 2010.
Paco de Lucía vit jusqu'à sa mort à Palma de Majorque en Espagne, où un studio d'enregistrement est à sa disposition dans sa maison même. Il décède le 25 février 2014, d'une crise cardiaque, à Playa del Carmen, au Mexique, où il passait des vacances (entre autres pour pratiquer une autre passion : l'exploration et la pêche sous-marines). À la presse, sa famille déclare : « Paco de Lucía a vécu comme il l'a voulu, et il est mort ainsi, jouant avec ses enfants au bord de la mer... ».

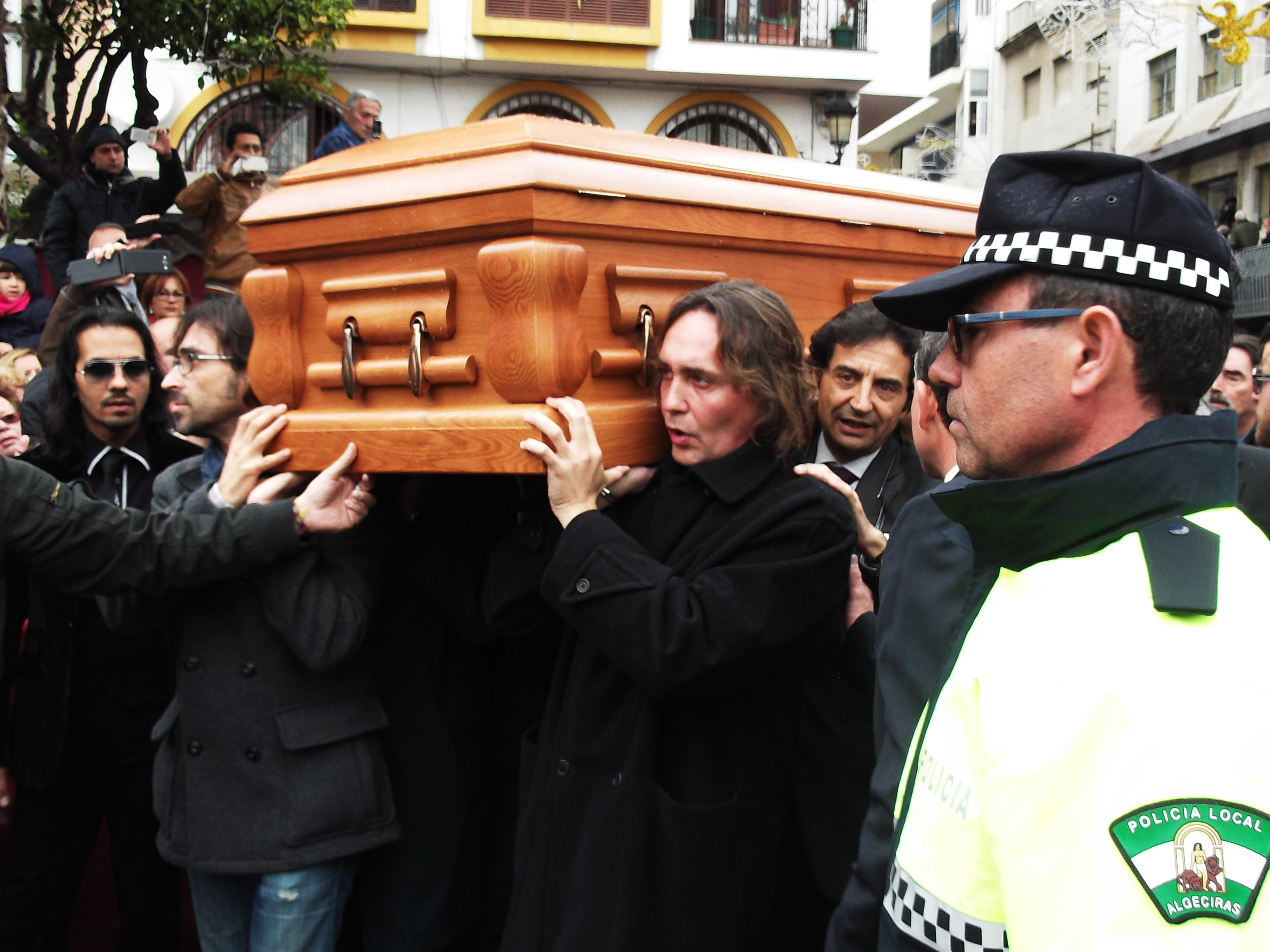
Amis et parents de Paco de Lucía portant son cercueil sur le chemin de l'église Notre-Dame de la Palma (Algésiras, Andalousie, Espagne), le 1er mars 2014. En tête des porteurs à gauche, on reconnaît le guitariste flamenco Vicente Amigo, l'un des nombreux amis et disciples de Paco.

À l'annonce de sa mort, Mariano Rajoy , président du gouvernement d'Espagne, José Ignacio Wert, ministre de l'Éducation et de la Culture et Alfredo Pérez Rubalcaba, chef du principal parti d'opposition lui rendent un hommage public, tandis que la famille royale d'Espagne adresse ses condoléances à sa famille. Le 28 février, date du Jour de l'Andalousie, Susana Díaz, présidente de la Junte d'Andalousie, Manuel Gracia, président du Parlement d'Andalousie, le chanteur Miguel Ríos et la chanteuse Estrella Morente, réunis dans le théâtre de la Maestranza à Séville, honorent la mémoire de l'artiste au cours d'une cérémonie officielle. Son corps est rapatrié en Espagne, et enterré au vieux cimetière d'Algésiras, patio de San José, où reposent aussi ses parents.
Depuis, un mausolée y a été érigé en son honneur ainsi qu'une statue de bronze sculptée par Nacho Falgueras.
En 2014, l'année de sa mort, la Bienal de Flamenco, à laquelle il avait participé en 1984 en tant que juge artistique sur le thème de la guitare, lui rend hommage, de même que le Festival de Flamenco de Jerez où une minute de silence est observée avant chaque spectacle.
Le 25 mars 2015, un projet d'extension de la ligne 9 du métro madrilène, lancé en 2009, s'achève par l'inauguration d'un nouveau terminus : la station Paco de Lucía. Nommée en hommage au musicien qui habitait dans le quartier de Mirasierra, cette dernière abrite une fresque murale de 300 m2, figurant un portrait de l'artiste,. En 2017, Louis Winsberg et son groupe de jazz Jaleo lui rend hommage dans un album intitulé For Paco.

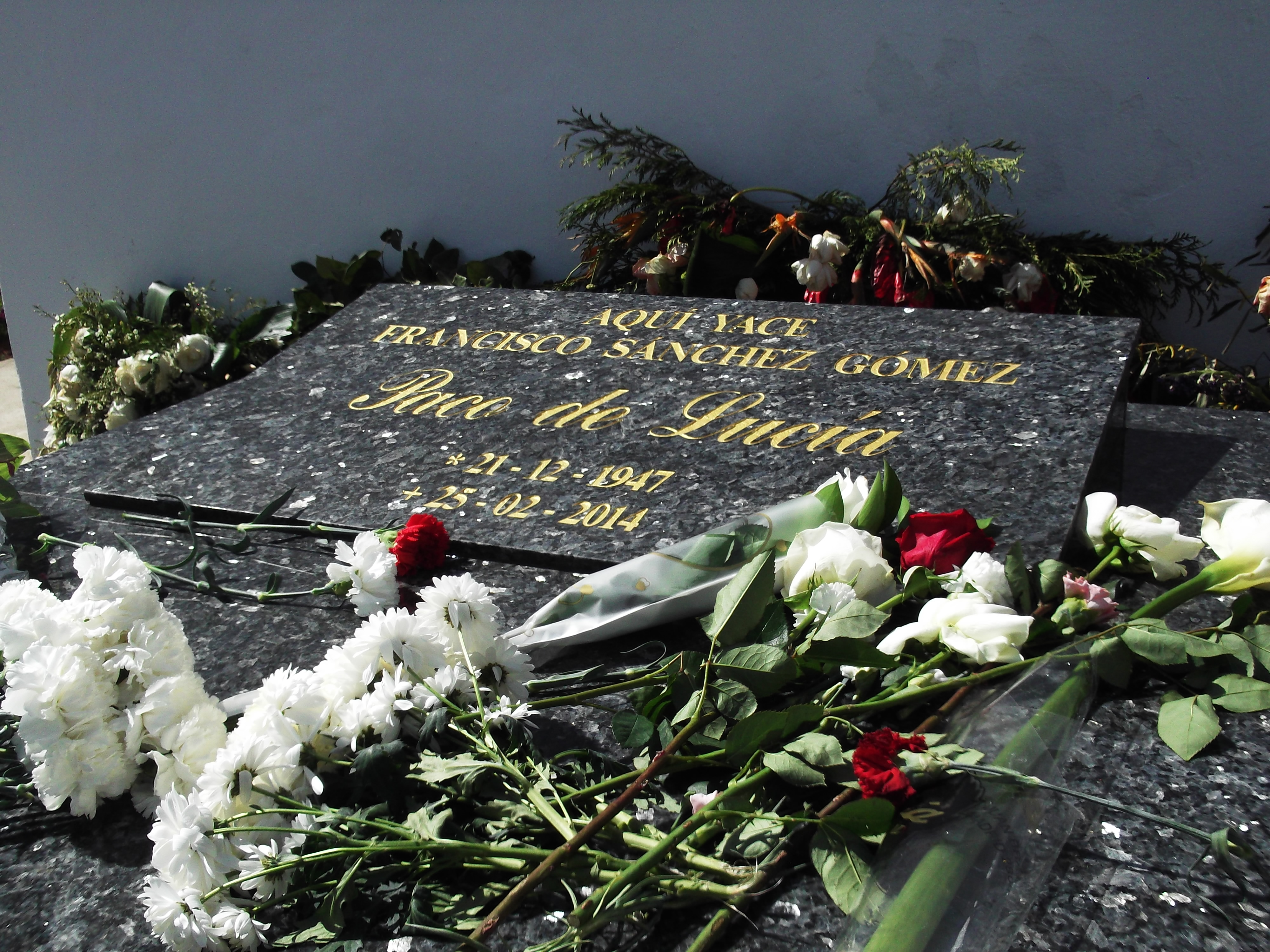
Pierre tombale de Paco de Lucía au vieux cimetière d'Algésiras.
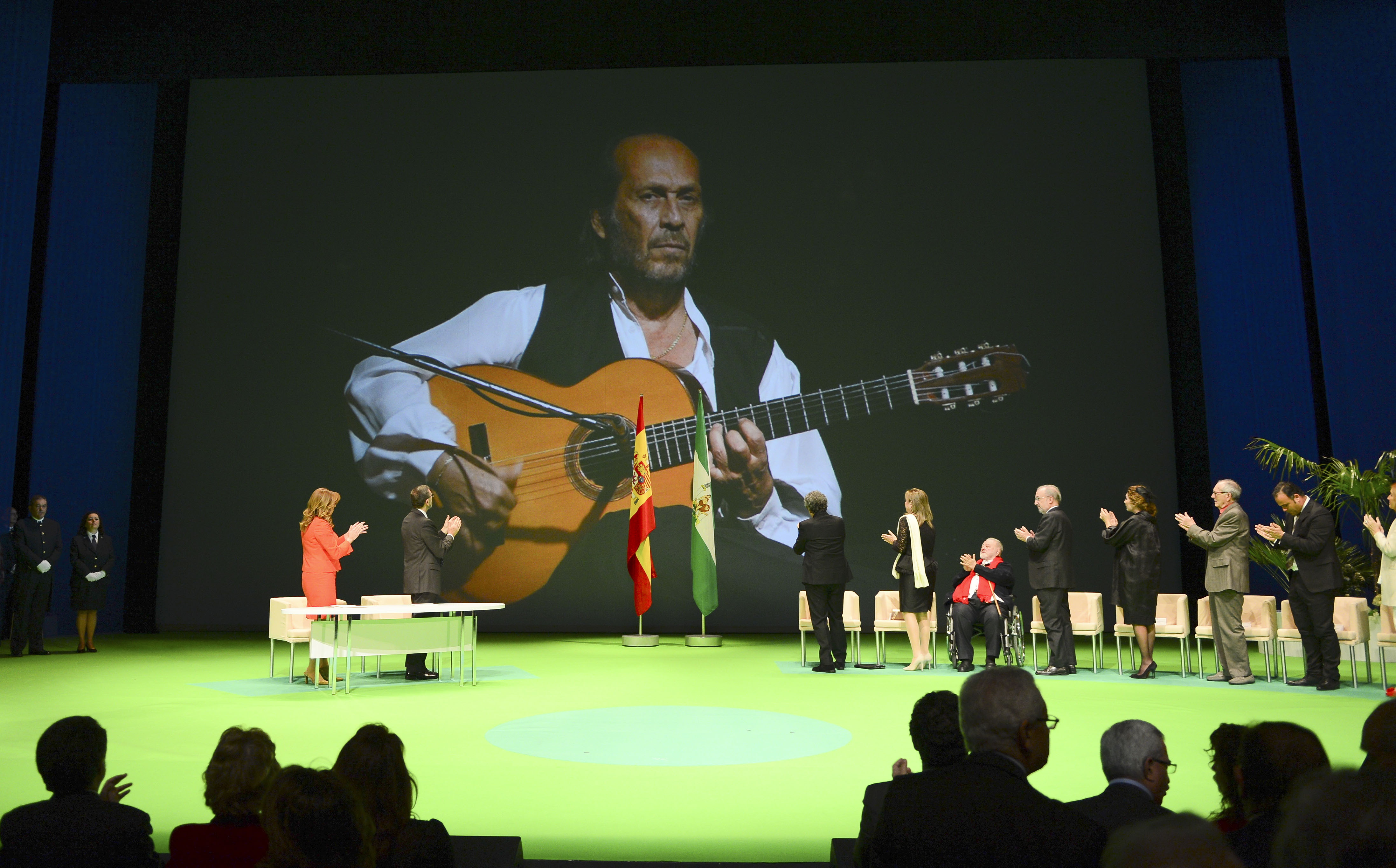
Hommage officiel rendu à Paco de Lucía (Séville, 2014).
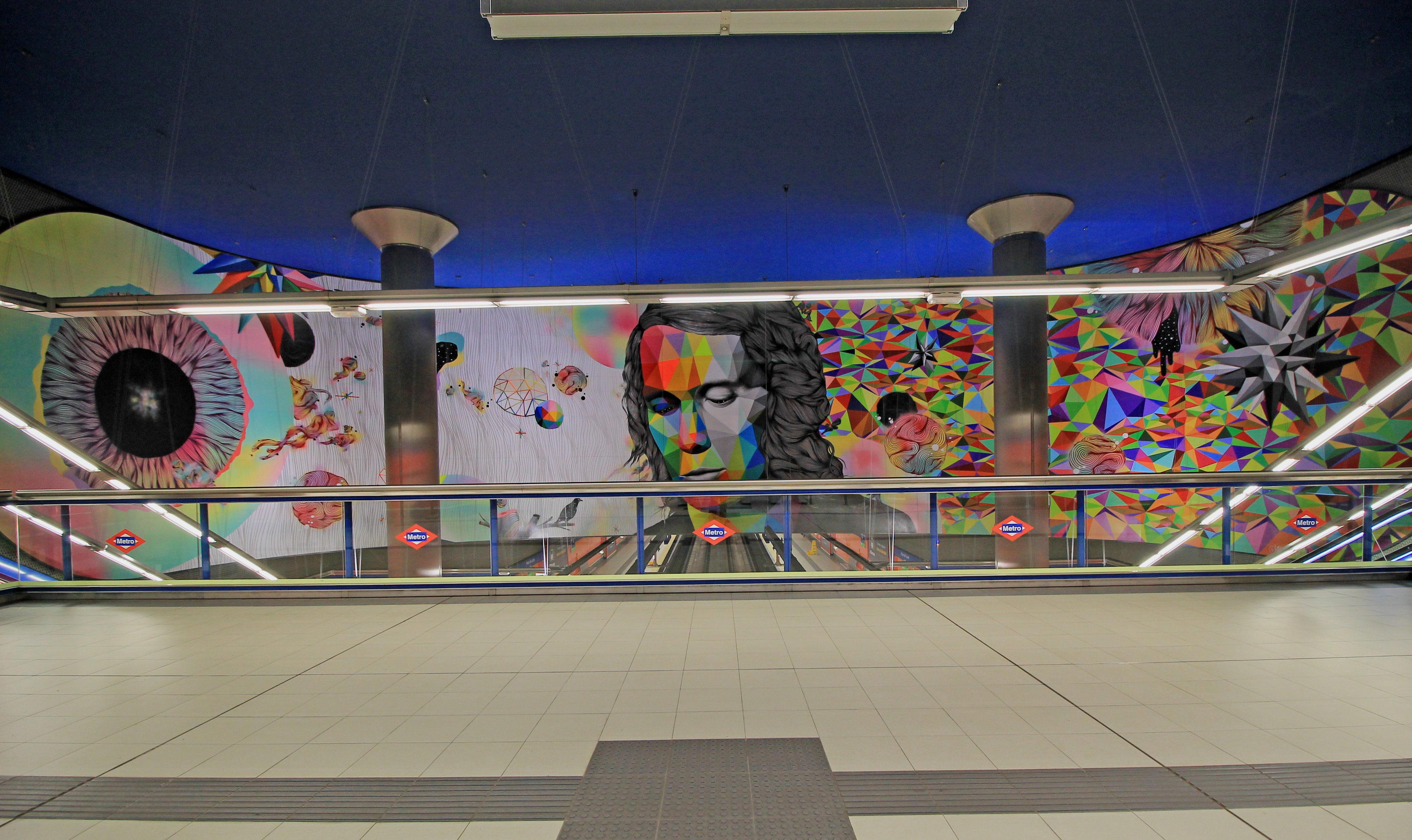
Station de métro Paco de Lucía, à Madrid.
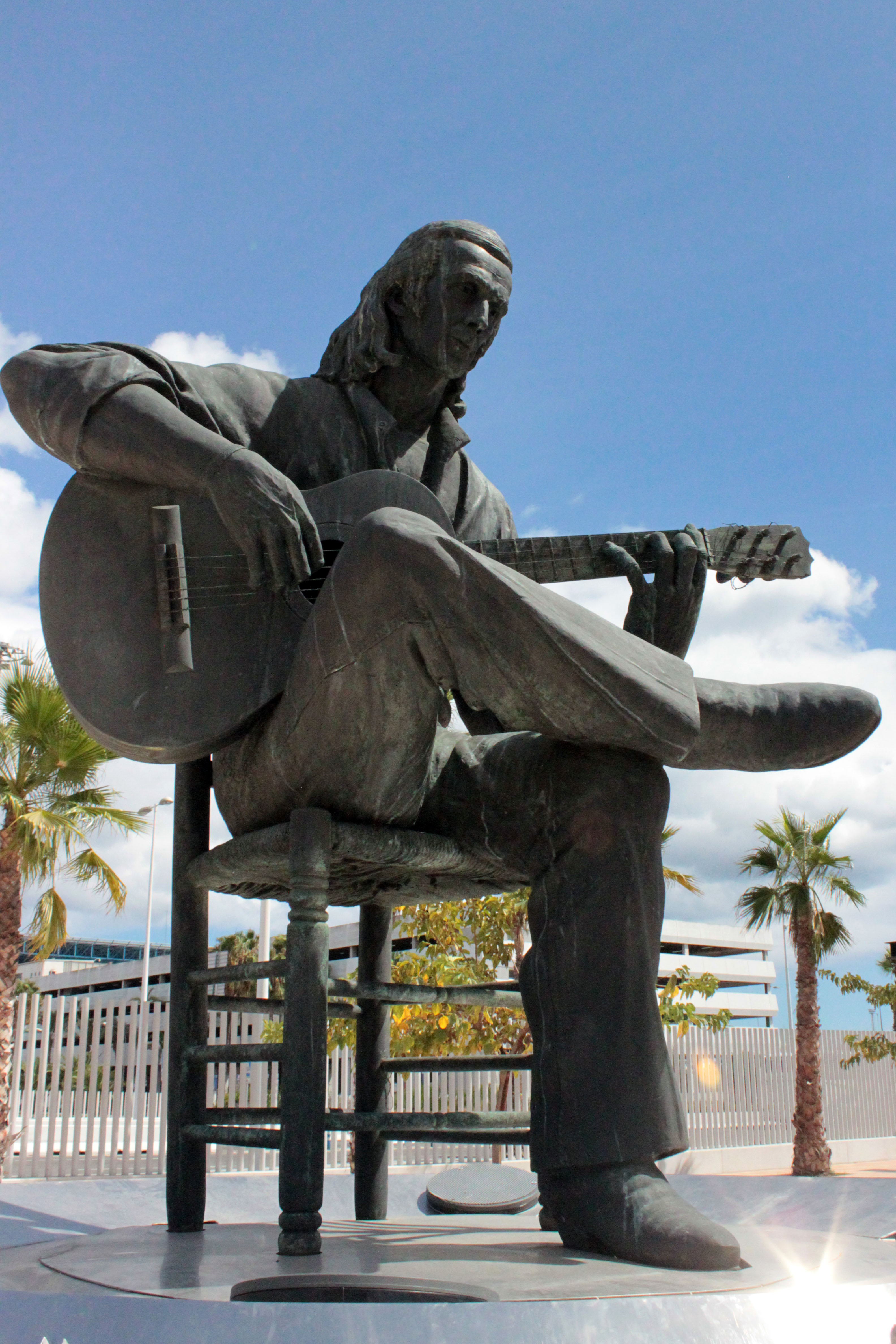
Statue de Paco de Lucia à Algésiras, œuvre du sculpteur Nacho Falgueras.

## Influences et apports

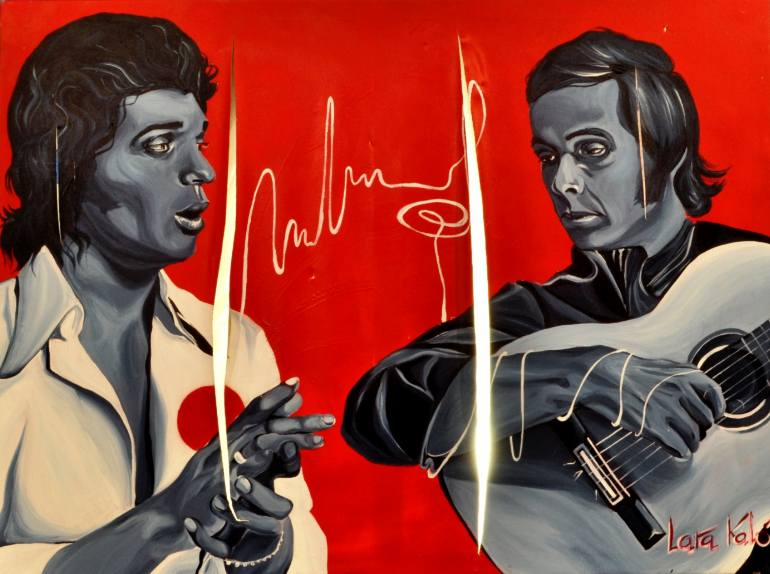
Camarón y Paco.
Peinture Fernando Apodaca.

J. M. Valenzuela résume ainsi l'apport de Paco de Lucía :

« Dans le monde de la musique il y a peu de figures indiscutables, peu de génies capables de durer des décennies sans recevoir une seule critique négative. Le cas de Paco de Lucía est, probablement, unique. […] Dans les années 1960, ses travaux (ou parutions) avec ses frères Pepe de Lucía et Ramón de Algeciras et, surtout, le retentissement que connut la paire qu'il a formée avec Camarón de la Isla, ont totalement bouleversé la manière de voir, interpréter et écouter le flamenco. Dans les palos classiques ont infusé (se sont faufilés) de nouveaux rythmes, de nouvelles harmonies et même de nouveaux instruments. Paco et Camarón ont redéfini le genre et l'ont fait sortir du tablao pour porter leur musique dans les plus grandes enceintes. »

— J. M. Valenzuela, Un revolucionario de la guitarra, El País, 14 juillet 2014,.

### Place dans l'évolution de la guitare flamenca

#### Convergence

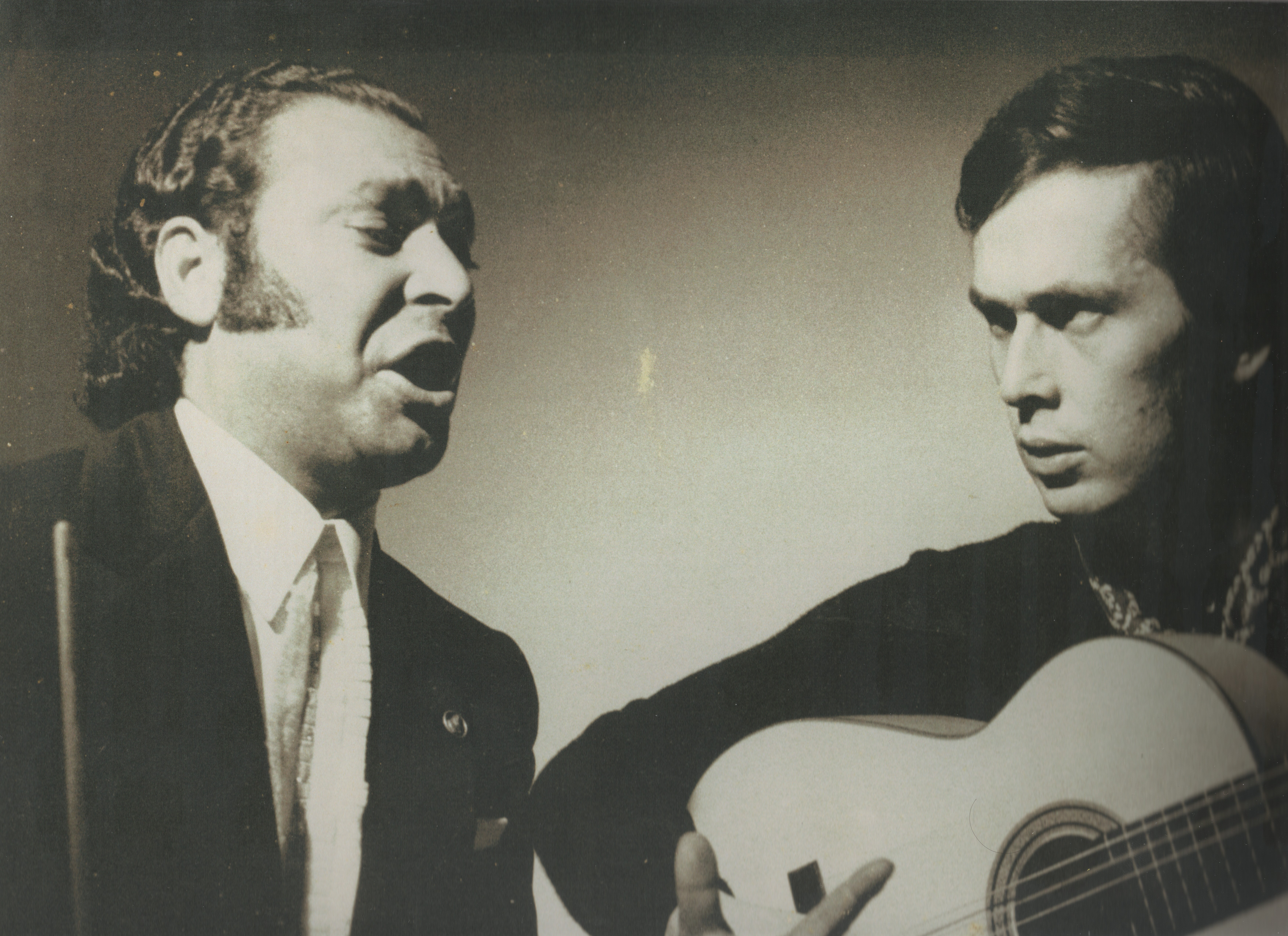
Juan el de la Vara accompagné par Paco de Lucía en 1972.

Paco de Lucía, selon ses propres dires, même s'il fut d'abord l'élève de son père puis d'El Titi de Marchena (cousin germain de Melchor de Marchena, autre guitariste connu adepte du toque gitano, jeu de style gitan), a surtout reçu l'influence de deux écoles distinctes de jeu pour la guitare flamenca. C'est d'abord celle d'el Niño Ricardo (1904-1972), considéré comme une des figures les plus éminentes de la guitare flamenca et précurseur le plus direct de Paco de Lucía (« Ricardo avait une expression, une créativité que pas même Sabicas ne possédait » selon Paco de Lucía). Puis vient celle de Sabicas (1912-1990), qu'il considérait comme son influence majeure pour la beauté du son, le développement, le perfectionnement et l'innovation technique dans le jeu de la guitare flamenca enfin considérée comme instrument de concert soliste. Auparavant, la guitare était plutôt un instrument d'accompagnement des cantaores, même si l'on intercalait déjà depuis longtemps des parties en solo, des phrases mélodiques et lyriques nommées falsetas, pendant les suspensions du chant.
Sabicas et Paco de Lucía ont parachevé et synthétisé ce mouvement d'émancipation et de singularisation de la guitare flamenca, dans une longue et double lignée d'intention qui avait été probablement initiée dès le XIXe siècle : d'un côté par le Maestro Patiño (1829-1902), passant le témoin successivement à Paco El Barbero (1840-1910), lequel donne en 1885 des récitals de guitare mêlant des pièces de guitare flamenca et de guitare classique, puis à Javier Molina (1868-1956), à Rafael del Águila (1900-1976), puis à la saga des Morao de Jerez (dont Moraíto Chico,, 1956-2011) constituant peu à peu ce que l'on a appelé le toque jerezano (« jeu de guitare de Jerez »), marqué par un traitement privilégié et particulier du rythme. De l'autre côté, cette évolution du style guitaristique flamenco est entrée en résonance, et même en confluence chez Sabicas et Paco, avec une autre lignée, celle qui empruntait de plus en plus de traits et de techniques, d'éléments mélodiques à la guitare classique espagnole, et qui fut illustrée d'abord par Miguel Borrull (1866-1926, élève du compositeur espagnol, père de la guitare classique moderne, Francisco Tárrega), puis par les Montoya : Ramón Montoya (1879-1949), un des premiers « concertistes classiques », seul en scène, de la guitare flamenca, lui-même inspiré par Miguel Llobet l'un des guitaristes classiques les plus notoires de son temps ; puis son neveu Carlos Montoya (1903-1993) et Niño Ricardo. Après Sabicas et Paco de Lucía, inventeurs de nouveaux standards de jeu et de nouvelles références avec les Sanlúcar et les Habichuela, les guitaristes de la génération suivante ont bien sûr prolongé cette voie d'émancipation de la guitare flamenca, parmi lesquels on peut distinguer entre autres comme héritiers directs : Tomatito (1958), Gerardo Núñez (1961), Rafael Riqueni (1962), Vicente Amigo (1967), Diego del Morao (1978).
Parallèlement au rôle que ces éminents solistes ont joué dans cette création de la guitare flamenca comme instrument autonome, parfois même auto-suffisant, au centre de la scène, il faut remarquer qu'ils n'ont jamais délaissé leur rôle d'accompagnateur pour les plus grands cantaores de leur temps, jusqu'à constituer des duos fameux : par exemple Miguel Borrull, Javier Molina ou surtout Ramón Montoya pour Antonio Chacón ; encore Ramón Montoya pour la Niña de los Peines ; Juan Gandulla Habichuela ou Miguel Borrull ou Javier Molina pour Manuel Torre ; Melchor de Marchena pour Manolo Caracol ou Antonio Mairena ; Sabicas pour Carmen Amaya ; Manolo Sanlúcar et Pepe Habichuela pour Enrique Morente ; Moraíto Chico pour José Mercé ; Vicente Amigo pour El Pele, Miguel Poveda, Potito (pour Amoralí) et de nombreux autres ; Diego del Morao pour La Macanita, Diego el Cigala ou Niña Pastori ; bien sûr Paco de Lucía, puis Tomatito et Vicente Amigo pour Camarón ; de même que l'accompagnement de danseuses comme celui de Carlos Montoya pour La Argentina puis La Argentinita. Au début de sa carrière, Paco de Lucía, avait été sollicité pour accompagner des cantaores de la génération précédente ou déjà installés dans le paysage flamenco du début des années 1960, comme Fosforito (aussi en 2013, pour son album « testament » : Cante y guitarra), ou encore El Lebrijano, Porrina de Badajoz, Naranjito de Triana, María Vargas, El Chato de La Isla. Dans les années 2000, il a aussi accompagné des cantaores et cantaoras de la nouvelle génération comme Duquende (pour l'album Samaruco en 2000), Miguel Poveda (notamment pour son album ArteSano en 2012), Montse Cortés, Estrella Morente entre autres.
Paco de Lucía a porté à son plus haut niveau d'incandescence cette synthèse que Sabicas, après les Montoya et Niño Ricardo, avait réussi à établir pour asseoir la place de la guitare dans la scénographie culturelle et historique du flamenco : au centre, mais solitaire. « Avant eux, les guitaristes du flamenco passaient inaperçus, accompagnateurs anonymes des chanteurs et danseurs ». Désormais, à côté du chant et de la danse, la musique du guitariste est une composante à part entière du flamenco.

#### Approfondissement

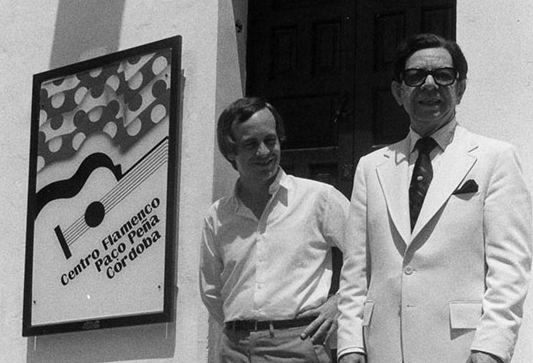
Les guitaristes Paco Peña et Sabicas à Cordoue, devant l'école du premier.

Assumant totalement cet héritage, mais en l'élargissant, Paco de Lucía garde cette place centrale à la guitare. Mais il en fait comme le point de focale convergente et l'élément structurant d'un ensemble plus vaste et plus collectif, intégrant un groupe de musiciens élargi, introduisant des instruments nouveaux, investissant le concept de groupe emprunté à l'univers du jazz et à la scène rock, recréant l'espace flamenco comme spectacle total par le dialogue interpersonnel que la guitare, maître du jeu, noue successivement avec chacune des composantes de l'art flamenco. Il approfondit les innovations de Sabicas à la guitare et les met en synergie avec ces divers éléments.

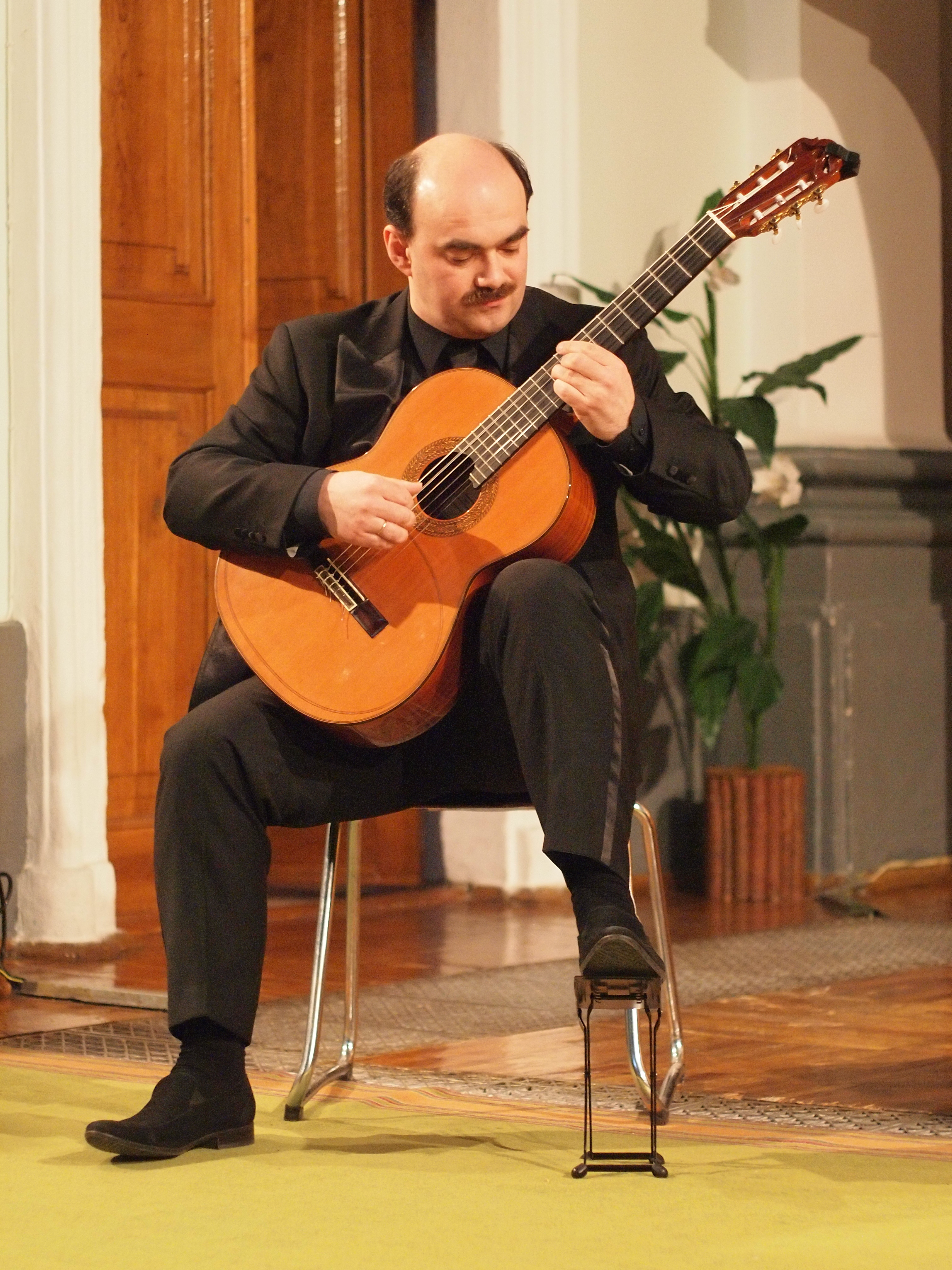
Placement de la guitare par un instrumentiste classique.

La contribution de Sabicas au flamenco était double. D'un côté, il élargissait la technique de la guitare flamenca : il a inventé, par exemple, le battement à trois doigts seulement de l'accord plaqué et rythmique ou frotté « au galop », ou l’alzapúa sur une seule corde (au lieu d'un accord) en réponse à la corde libre. De l'autre côté, Sabicas se distinguait pour la première fois dans le flamenco comme un compositeur à part entière, parce que ses œuvres ne se présentaient plus comme une suite de falsetas semi-improvisées réunies en un thème unique pouvant se passer de parties chantées, mais se caractérisaient par une structure mélodique (exposition/variations/reprises), rythmique et harmonique parfaitement cohérente du début à la fin du morceau, tout comme une œuvre classique. Ceci ne s'était quasiment jamais fait dans le flamenco, à l'exception de quelques tentatives isolées de contemporains, par exemple Esteban de Sanlúcar (1910-1989), dans des créations comme Mantilla de feria (« Mantille de fête ») ou Panaderos flamencos (« Boulangers flamencos »). Ainsi les prestations scéniques de Sabicas manifestaient un art parvenu à sa maturité : technique accomplie, sonorité puissante à forte pulsation (il préférait souvent jouer en scène sans aucun micro), qualité, ambition et originalité des compositions.
Paco de Lucía reprend l'ensemble de ces éléments et de ces acquis de son aîné, en les accentuant. Parmi les innovations techniques apportées par Paco, la plus visible est le placement de son instrument à l'horizontale, la caisse de résonance reposant sur sa cuisse droite, la jambe droite repliée sur sa jambe gauche, contrairement à la pratique antérieure. Dans cette position, moins rigide et plus stable, la guitare s’éloigne du corps et laisse plus de place à la main gauche sur le manche. Cela permet de jouer des mélodies et des accords jusque-là impossibles,,. Lorsque, dans les années 1960, Paco a fait son entrée sur la scène de la musique flamenco, les techniques distinctives de la guitare flamenca étaient déjà fermement établies. Le picado, l'alzapúa, le trémolo, le rasgueado et les arpèges formaient l'arsenal de base du guitariste flamenco. Dès sa première création artistique en solo, La fabulosa guitarra de Paco de Lucía, il a démontré non seulement sa maîtrise du rythme et du contrepoint, mais surtout sa vélocité dans l'exécution d'alzapúas et de picados,. Son deuxième album en solo, Fantasía flamenca de Paco de Lucía, a dévoilé son art du silence pour nuancer l'émotion qu'il souhaitait transmettre, et la clarté de ses rapides trémolos. À l'image de son prédécesseur Sabicas, dont la virtuosité est reconnue, Paco s'est forgé une solide réputation d'habile technicien de la guitare grâce, en particulier, à la rapidité de ses picados,. Son pouce de la main droite orienté vers la paume et ses phalanges intermédiaires recourbées vers l'intérieur de la main lui permettraient de développer davantage de puissance qu'un Sabicas qui maintenait ses doigts raides. L'instrumentiste d'Algésiras a aussi innové de sa main gauche, du côté du manche de la guitare, dans la pratique du glissando et des tirés de cordes.

#### Ouverture

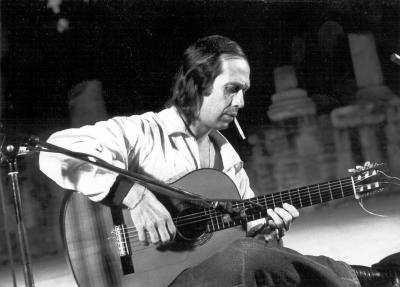
Paco de Lucía en Arles (France) avant un concert avec John McLaughlin.

La plus grande contribution de Paco de Lucía au flamenco est d'avoir réussi à le populariser et à l'internationaliser sans lui faire perdre son âme.
Il mêle le flamenco à d'autres styles de musique qui, bien que de structures mélodiques et rythmiques différentes, peuvent vibrer avec lui. D'abord, la plupart des musiques latines et latino-américaines, mais aussi le jazz, le jazz-rock, le latin-rock, la pop musique, les musiques arabe et indienne. Certes, il n'est pas le seul ni le premier à l'avoir fait : certains l'ont précédé, accompagné ou suivi sur ce chemin, comme le guitariste Pepe Habichuela, ou les cantaores Enrique Morente, Duquende, Diego El Cigala, Buika, Miguel Poveda. Mais il est certainement celui qui a donné le plus d'ampleur à ce mouvement. En témoignent les nombreuses collaborations de Paco de Lucía avec de grandes vedettes de la scène jazz-rock de l'époque (comme on l'a vu ci-dessus à la section Collaborations et crossover) ; comme il était très demandé, cela lui a ouvert les plus grandes scènes des festivals du monde entier.
Il a ainsi ouvert la voie aux expérimentations et fusions regroupées dans le courant du nouveau flamenco (ou flamenco nuevo), mais aussi à d'autres tentatives en provenance d'artistes d'autres univers musicaux qui se rapprochent du flamenco pour « faire ensemble un bout de chemin », ou pour déceler des correspondances secrètes et anciennes dans le précieux palimpseste des musiques du monde, comme avec les musiques indiennes — n'oublions pas que les Gitans seraient venus, depuis l'an 1000 environ, du nord-ouest du sous-continent indien, arrivant en Europe comme en Espagne au XVe siècle —, lorsque la sitariste Anoushka Shankar (album Traveller en 2011) reconduit dans l'autre sens avec Pepe Habichuela et d'autres musiciens flamencos le geste qui avait conduit Paco de Lucía à rencontrer son père, Ravi Shankar, et à marier le son de la guitare flamenca avec celui du sitar.
Le cadre traditionnel du flamenco dans les tablaos était relativement immuable : un(e) cantaor(a), un(e) bailaor(a), un guitariste, parfois accompagné d'une seconde guitare, les percussions étant prises en charge exclusivement par les palmas (frappe des mains), le taconeo (claquettes), les castagnettes. Avec la création de son sextet, empruntant le concept de groupe à l'univers du jazz et à la scène rock, Paco fait exploser ce cadre, ou lui fait exprimer tout autre chose. Ce sextet était composé de membres quasiment permanents, que rejoignaient selon l'opportunité divers autres musiciens : outre Paco et sa guitare, il y avait ses frères, Ramón de Algeciras (deuxième guitare) et Pepe de Lucía (cante), puis Carles Benavent (basse), Jorge Pardo (flûte, saxophone), et Rubem Dantas (percussions).
Au gré des évolutions et des concerts comme au fil du temps, le sextet de Paco de Lucía, à peu près permanent, s'est élargi et a invité de nombreux autres artistes, parmi lesquels Antonio Serrano (harmonica, claviers), ou à la guitare Juan Manuel Cañizares, José María Bandera Sánchez (neveu de Paco), Antonio Sanchez Palomo, à la basse Álvaro Yébenes, Alain Perez, au chant (cante) David de Jacoba, Duquende, Montse Cortés, Rafaelito Utrera, à la danse (baile) Joaquín Grilo, Farru, aux percussions El Piraña. À plusieurs reprises, soit sur ses propres disques, soit sur ceux de Dolores,, groupe de jazz-rock des années 1970, Paco a collaboré avec son fondateur le batteur et chanteur Pedro Ruy-Blas. Il a partagé la scène aussi avec Rubén Blades (le chanteur de salsa panaméen), et avec de nombreux autres.

Mais l'expérimentation musicale était l'objectif, et Paco est resté maître du jeu, assez loin de toute visée commerciale ou iconoclaste. En 1986, comme le rapporte son fils Curro dans une interview de 2015, Paco de Lucía est approché par Ronnie Wood, le guitariste des Rolling Stones, qui l’avait entendu jouer avec Bryan Adams, et qui voulait faire quelque chose d’important avec lui. 

« Pour le convaincre, il lui a fait suivre trois disques des Stones. Quand mon père a écouté, il a dit quelque chose comme :  « Ces gars-là ont sans doute du talent, mais ils sont trop bruyants pour moi, cette façon de jouer, ce n’est pas mon truc.» La proposition avait beau être alléchante financièrement, il l’a déclinée. »

— Curro Sánchez Varela, interviewé par Anne Berthod le 4 novembre 2015 pour le magazine Télérama.

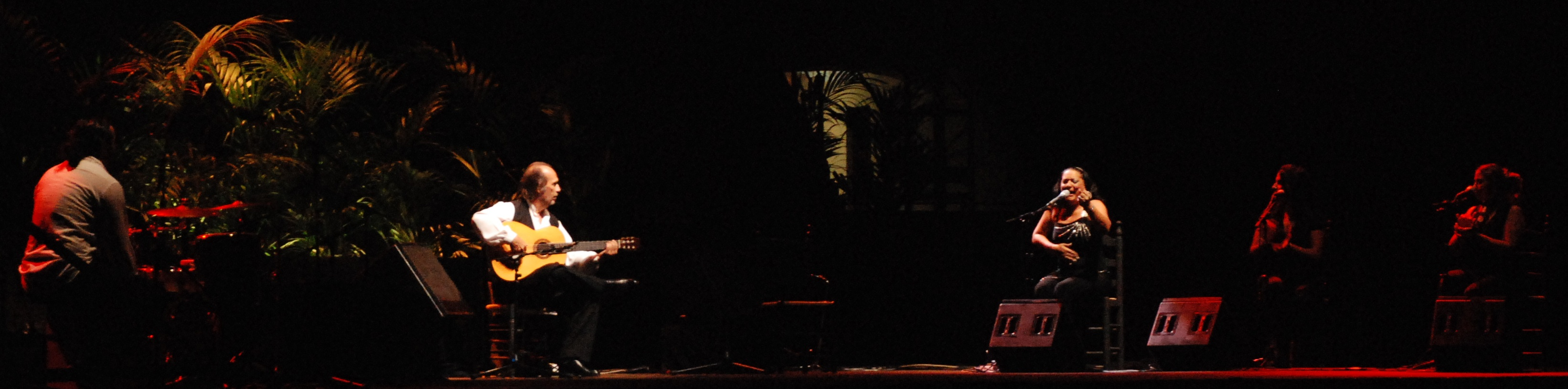
Paco de Lucía au Gibralfaro de Malaga, Espagne, le 22 septembre 2007 ; les grands concerts du Paco de Lucía Sextet, devenu parfois septuor, octuor, et plus, au gré des artistes invités.

### Nouveaux instruments

#### Variation des timbres

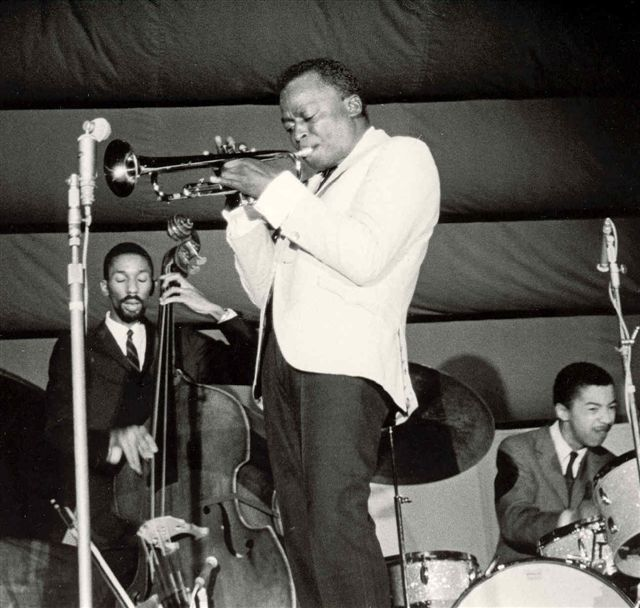
Le compositeur et trompettiste de jazz américain Miles Davis (1963).

Cette ouverture n'a pas été que stylistique (comme pour la fusion flamenco/jazz-rock), mais aussi harmonique et timbrique, notamment après sa découverte de la bossa nova,.
Il a ainsi employé de nouveaux accords, de nouvelles suites harmoniques, mais aussi des ruptures dans ces suites harmoniques (empruntées au jazz et au blues), inhabituelles dans le paysage sonore et les harmonies du flamenco. De plus, sans jamais oublier le rôle central de sa guitare, Paco de Lucía n'a eu de cesse d'introduire de nouveaux sons et de nouveaux instruments dans le flamenco, pour le faire sortir de son archétype folklorique et le faire accéder au statut de musique universelle,.
Ainsi, pour lui et grâce à lui, le flamenco, dont il a étendu la richesse du langage, peut être joué sur toutes les scènes, sur tous les instruments, et par tout le monde, pas seulement les Gitans de Triana ni les Espagnols en général,. De même, le blues et le jazz ne sont plus l'apanage des Noirs du Delta et des faubourgs de La Nouvelle-Orléans, ni le tango celui des quartiers chauds de Buenos Aires.
On pourrait dire, bien que les contextes et les résultats en soient extrêmement différents, que Paco de Lucía a joué pour le flamenco un rôle assez analogue à celui d'Astor Piazzolla pour le tango (donnant naissance au Tango nuevo), ou de Miles Davis pour le jazz fusion des années 1970-1980,, ou encore de João Gilberto, Antônio Carlos Jobim et Stan Getz pour la bossa nova et le jazz-bossa nova,,.
Toujours est-il que, sans être toujours le premier à le faire, mais en le systématisant, Paco de Lucía a donc introduit dans la musique flamenca de nombreux instruments qui étaient étrangers à son univers d'origine. Cette initiative prend place après le grand mouvement qui a marqué, dans les années 1950, une volonté de « retour aux sources » et vers une certaine pureté de style, enracinée dans le monde gitan, portée entre autres par Antonio Mairena à la suite du « purisme » de García Lorca et de Falla dans les années 1920. Ce mouvement se produisait en réaction à ce que certains artistes et aficionados considéraient comme une dérive « music-hall » ou à l'inverse « folkloriste » de la période précédente, entre-deux guerres, qu'on appelle parfois Ópera flamenca, lors de la première internationalisation du flamenco. De ce fait, les initiatives de Paco de Lucía dans ces domaines, comme celles de ses amis Camarón et Enrique Morente, n'ont pas fait au début l'unanimité chez les spécialistes et les aficionados puristes, pour qui elles étaient à la limite des hérésies, d'autant qu'elles préludaient à une deuxième internationalisation et à d'autres évolutions du flamenco. Les incontestables réussites de Paco de Lucía dans cette voie ont le plus souvent achevé de convaincre jusqu'aux plus réticents au départ.

#### Instruments divers
Comme le flamenco était déjà depuis un certain temps devenu un véritable concert, n'incluant plus obligatoirement de chanteur, cela laissait une place libre pour un instrument mélodique, monodique et à notes tenues, toutes caractéristiques propres aussi à la voix humaine (et à la différence de la guitare, justement). Ce rôle sera le plus souvent donné par Paco à la flûte qui fait partie intégrante de la couleur musicale de son sextet flamenco, dès la création de celui-ci. La flûte est le plus souvent jouée par Jorge Pardo, flûtiste virtuose issu du jazz, membre permanent du sextet (et plus tard du sextet de Carles Benavent). Pardo remplacera la flûte parfois par le saxophone. En 1967, Paco avait joué et enregistré avec le saxophoniste de jazz espagnol Pedro Iturralde. On verra aussi cette place tenue (rarement) par un violon, ou plus souvent par un harmonica (comme lors du concert At 31st Leverkusener Jazztage en 2010, ou lors du Montreux Jazz Festival en 2012), le plus souvent joué dans les années 2000 par Antonio Serrano (issu du jazz et de la musique classique). Paco fait aussi assez souvent appel à des claviers (surtout piano, mais aussi orgue électronique, synthétiseur, tenus encore parfois par l'harmoniciste Antonio Serrano), même s'il n'y en eut pas d'attitré dans son sextet. Mais on se souvient de sa collaboration récurrente avec le pianiste de jazz Chick Corea.
Autre membre permanent de son sextet, Carles Benavent et sa basse électrique (autre « hérésie » pour les puristes), souvent étonnamment virtuose et considérée comme un instrument soliste et mélodique, ce qui donne lieu à des dialogues enfiévrés de solos en répons entre la guitare de Paco et la basse (peut-être dans la lignée de Stanley Clarke et de Jaco Pastorius, bassistes virtuoses du jazz-rock qui ont aussi croisé la route de Paco). Il introduira parfois aussi dans sa musique d'autres instruments à cordes pincées comme la mandoline, tenue aussi par Carles Benavent, et, plus rarement, l'oud ou le sitar. Paco fera aussi dialoguer sa guitare flamenca avec la guitare électrique de Larry Coryell et celle de Carlos Santana, alors que pour leur trio, John McLaughlin et Al Di Meola ont toujours utilisé avec lui plutôt une guitare acoustique sonorisée, voire une guitare classique seulement amplifiée.

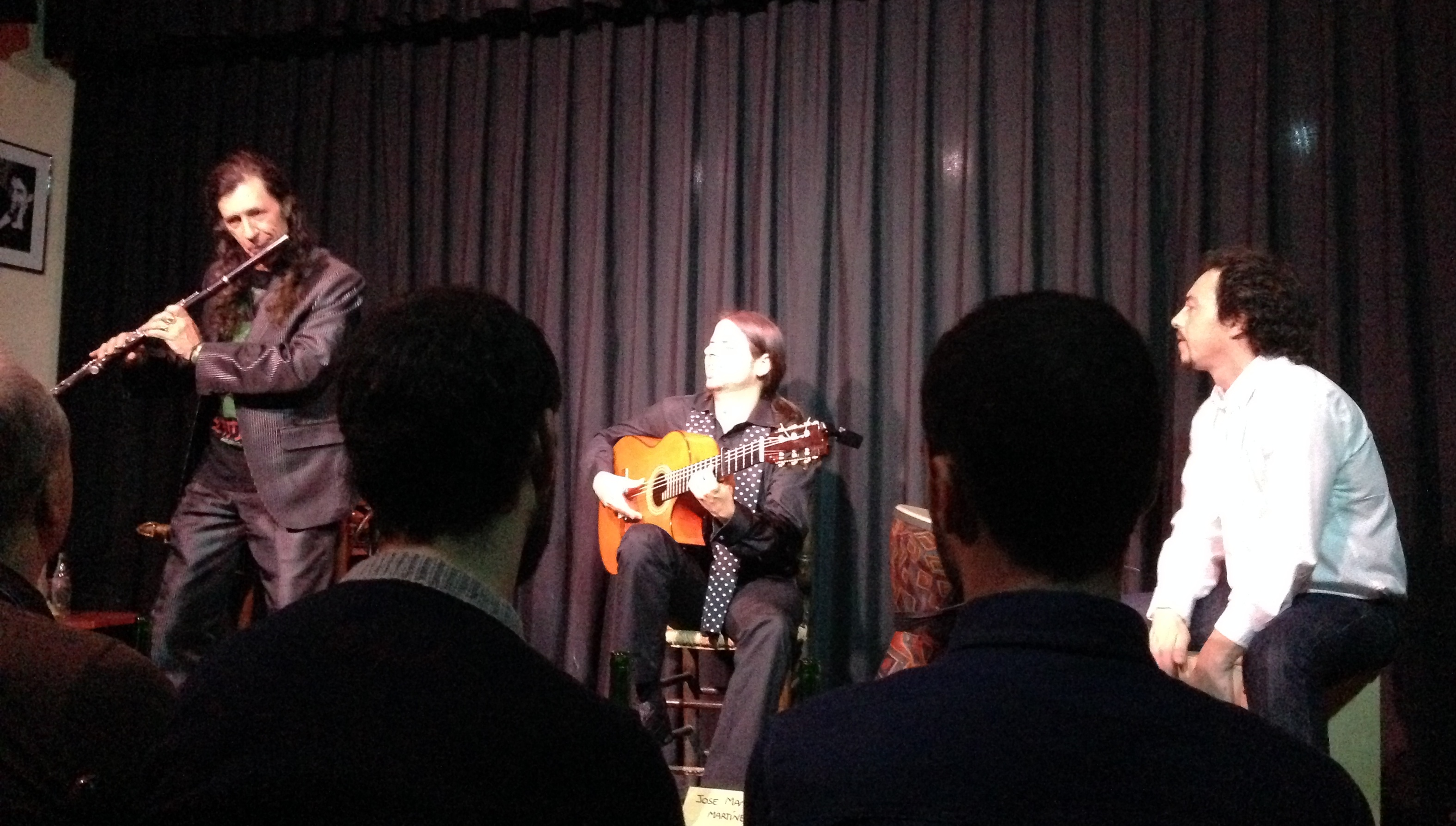
Jorge Pardo, à la Fundación Casa Patas (Madrid).
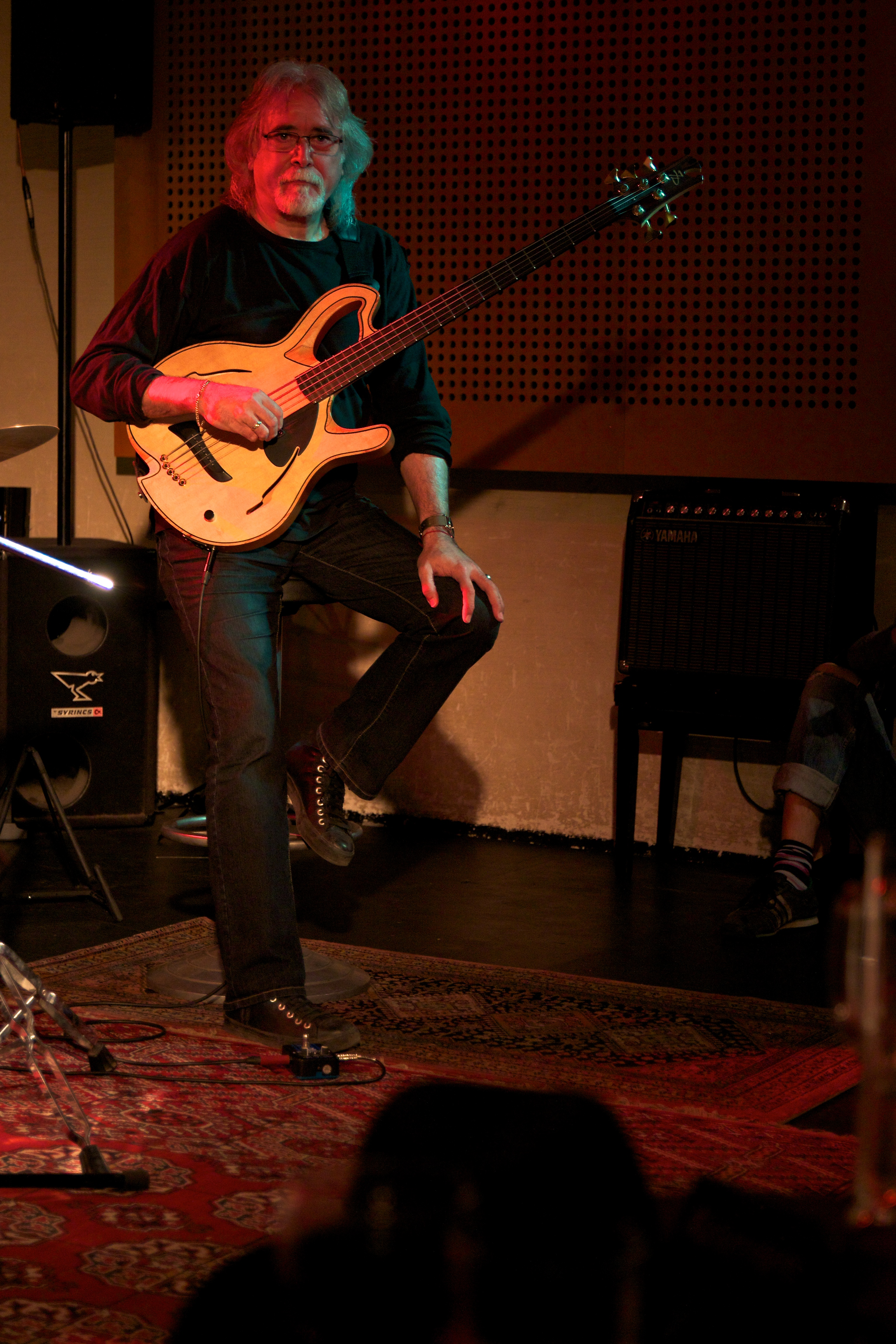
Carles Benavent.
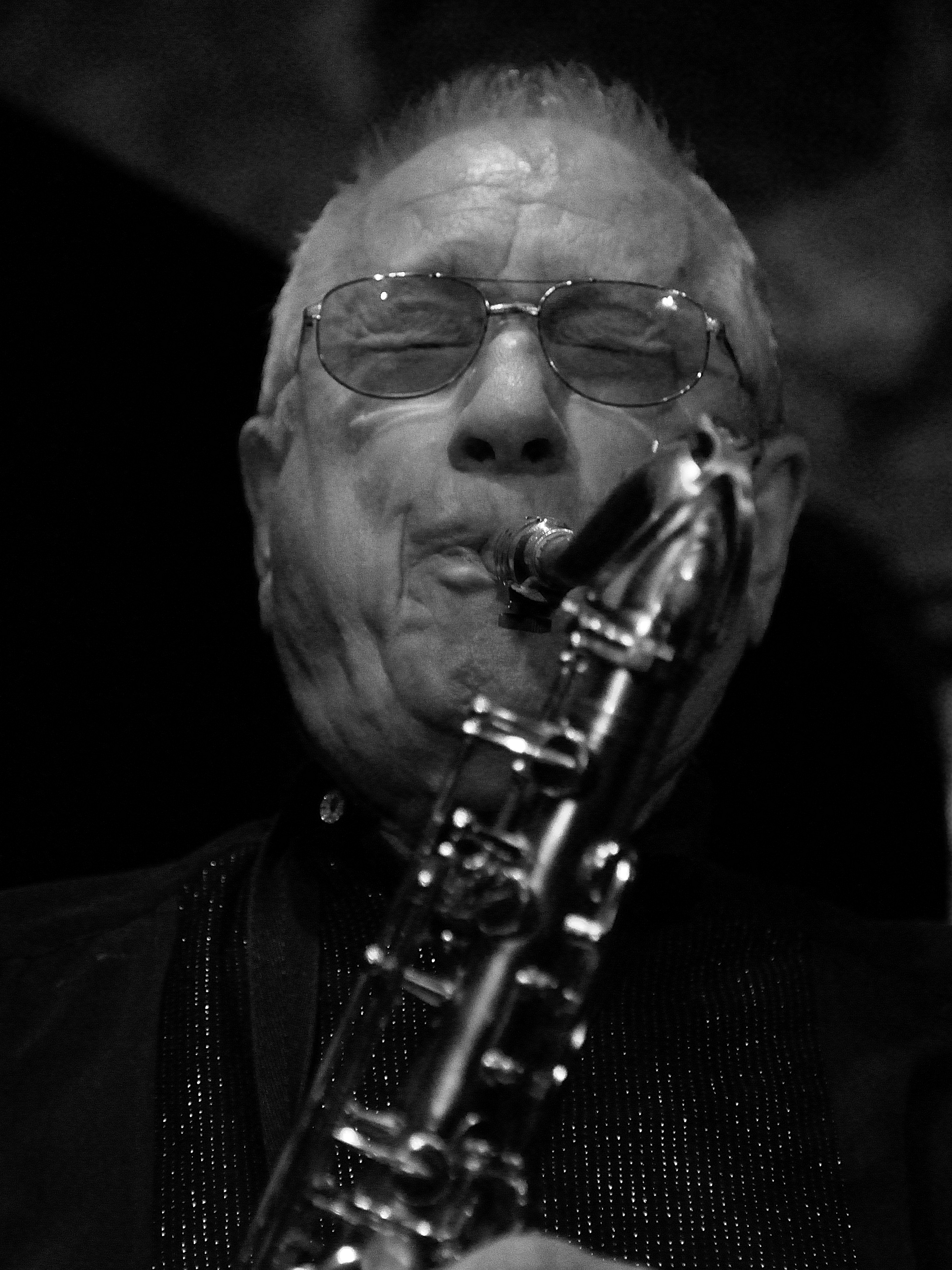
Pedro Iturralde.
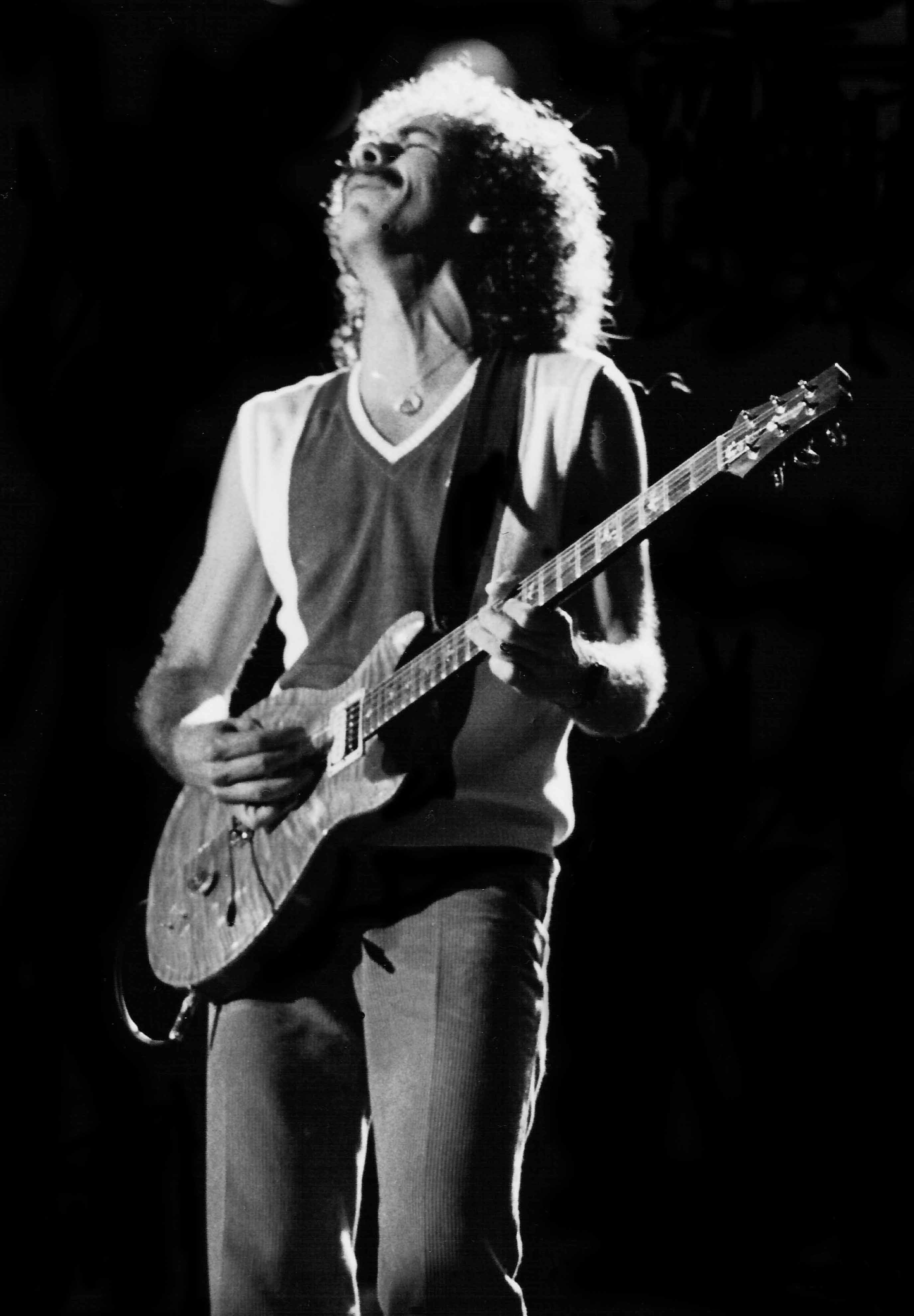
Carlos Santana.
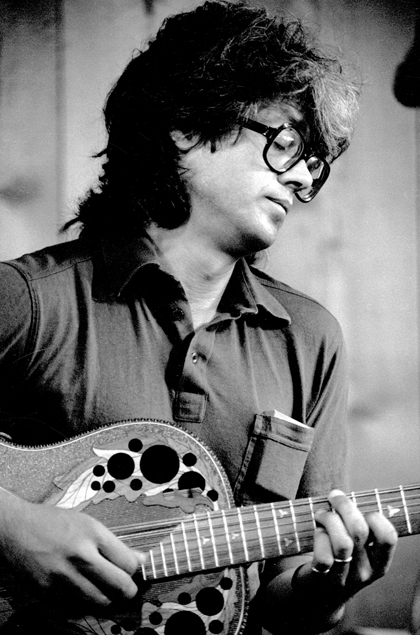
Larry Coryell (1979).

#### Percussions
Autre apport décisif de Paco de Lucía à la musique flamenca contemporaine : c'est lui qui a « importé » dans le flamenco, depuis le Pérou, le cajón, caisse percussive empruntée aux musiques afro-péruviennes traditionnelles des Andes. Il l'a découvert à la fin des années 1970 lors d'une tournée en Amérique latine, pendant une fête où Caitro Soto, percussionniste et compositeur péruvien, accompagnait au cajón la grande chanteuse Chabuca Granda. Dès sa première écoute, il a l'intuition que le cajón pourrait être la solution à ce qu'il ressent comme un problème récurrent de la percussion dans le flamenco. Le lendemain même, en toute complicité avec son percussionniste brésilien Rubem Dantas, il l'intègre en concert au groupe de percussions utilisées dans son sextet d'alors. Depuis ce jour, le cajón est devenu incontournable dans le flamenco contemporain, et par suite dans d'autres courants musicaux internationaux.

Paco de Lucía raconte ainsi cet événement : 

« Ce fut un moment décisif. Pas seulement pour moi, mais pour la musique en général. Je l’ai toujours appelé le cajón péruvien. Il y a beaucoup de gens qui ne savent pas d’où vient le cajón, mais moi je l’ai toujours indiqué (réattribué). J’ai toujours parlé de Caitro Soto, qui fut celui [qui me l'a fait entendre] pour la première fois et qui me l’a vendu. […] C’est là que je me suis dit : c’est de cet instrument que le flamenco a besoin [pour les percussions]. Je me suis rendu compte que le cajón avait [à la fois] le son grave de la plante du pied d’un danseur [sur le bois], et aussi l’aigu de son talon ferré. Je sais qu’il y a beaucoup de gens au Pérou qui disent que nous les flamencos nous leur avons volé le cajón, mais ce n’est pas le cas. Pour ma part, je parle toujours, avec beaucoup de respect, du cajón du Pérou. Je serai toujours reconnaissant pour ce que m’a apporté ce voyage, et pour cette nuit unique qui m’a permis de découvrir cet instrument qui d’ailleurs aujourd’hui n’est pas joué seulement par les flamencos. Maintenant, n’importe quel groupe de rock, de pop ou de quelque musique que ce soit, comporte un joueur de cajón. »

— Extrait traduit de l'article d'Enrique Planas dans le journal El Comercio du 26 février 2014, entretien du 6 octobre 2013.

Et il analyse ainsi le problème et la réponse que le cajón lui apportait : 

« La question de la percussion dans le flamenco n'était pas nouvelle. Traditionnellement, on utilise les palmas [claquements de mains], mais les palmeros se fatiguent vite. On a essayé les tambours cubains, bongos et congas, mais ils donnent une couleur caraïbe, africaine, qui ne me convainc pas [cela ne sonnait pas flamenco]. En 1983, lors d'une tournée au Pérou, à une réception à l'ambassade d'Espagne à Lima, j'écoute un percussionniste noir, Caitro Soto, jouer du cajón. Le son très sec m'a rappelé les claquements de talon des danseurs de flamenco. J'ai acheté un cajón à Caitro pour mon percussionniste brésilien Rubem Dantas. Un an après, tous les groupes de flamenco nous imitaient. »

— Extrait de l'article de François-Xavier Gomez dans Libération du 30 juin 2001.
Rubem et Paco ont assez vite ajouté des cordes de guitares au revers de la table du cajón péruvien, pour timbrer plus le son et l'éclaircir (un peu comme le timbre dans la caisse claire de la batterie de jazz).
Il faut noter que Rubem Dantas avait aussi importé dans le son du sextet de Paco de Lucía d'autres percussions d'Amérique du Sud (Brésil, Amazonie) : le berimbau, la cuíca, la calebasse trouée.
- Le cajón, exemple acoustique.

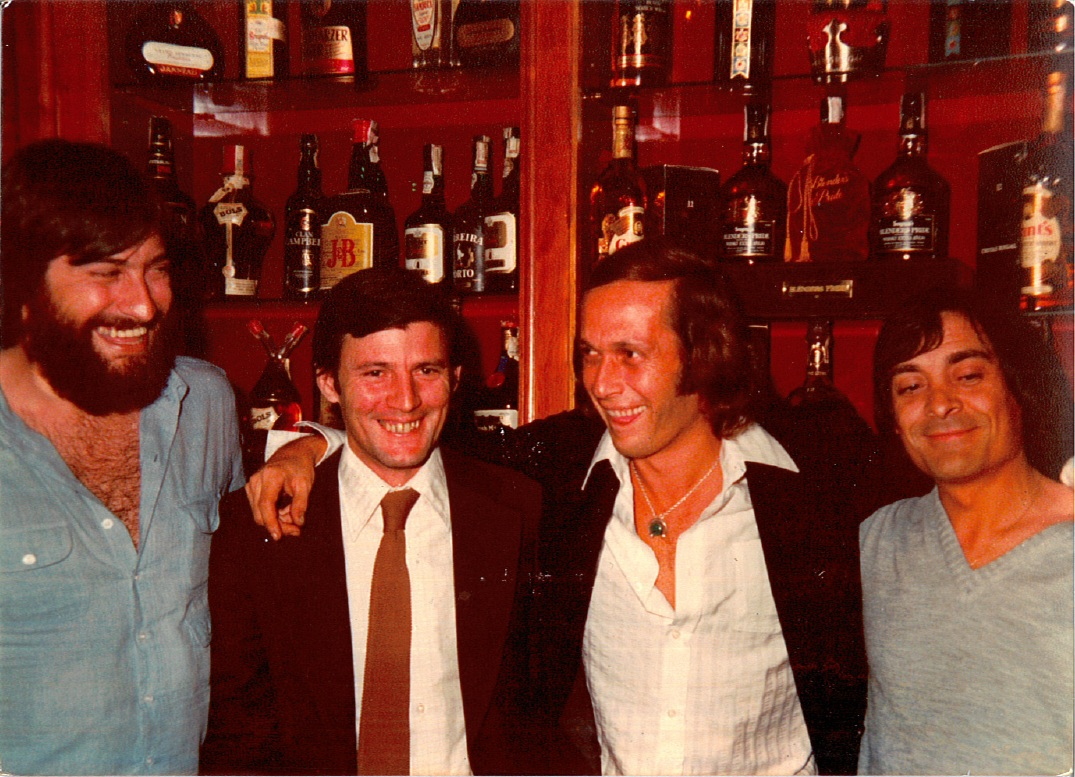
Paco de Lucía lors d'une tournée en Argentine à la fin des années 1970 au JM Café de Buenos Aires.

### Personnalité

#### Chaleur et timidité

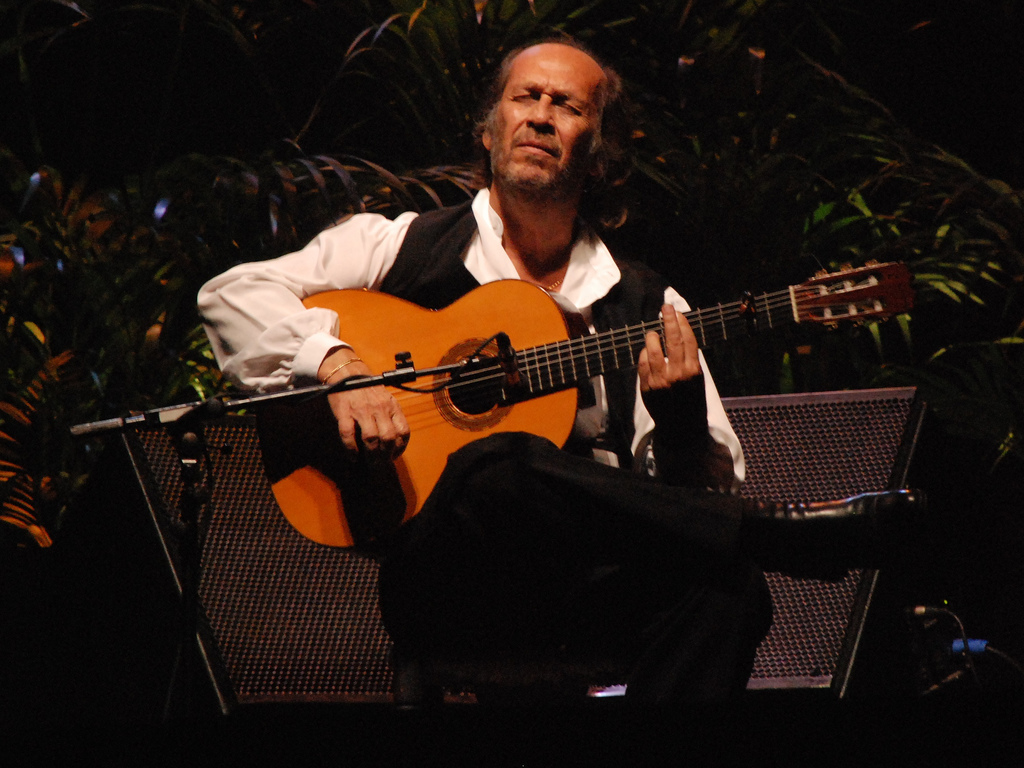
Paco de Lucía à Málaga, au Festival Flamenco de septembre 2007.

Tous ceux qui ont connu Paco de Lucía en attestent : il était très accueillant et chaleureux, mais aussi modeste et presque timide. Un paradoxe pour un homme de spectacle qui a su s'imposer sur les plus grandes scènes du monde, et dont le charisme reconnu lui a permis d'impulser des évolutions majeures pour son art. Et pourtant, Paco n'a cessé de le répéter toute sa vie, encore une dernière fois dans le documentaire posthume que son fils Curro lui a consacré en 2014 : « Si je n’avais pas eu la guitare, je serais resté un introverti toute ma vie. »,.
Ce que Miguel Mora complète ainsi dans le journal El País du 27 février 2014 :

« Loin de la scène, celui qui était le Prince des Asturies des Arts 2004, prix décerné pour la première et seule fois de l’histoire à un artiste de flamenco, était un homme timide, farceur gentil, anarchique et simple. »

L'interruption prématurée de sa scolarité a contribué à faire naître dans l'esprit de l'adolescent qu'il a été des complexes relatifs à un manque de culture générale. Bien que reconnaissant envers son père de l'avoir poussé à travailler assidûment la guitare, l'adulte qu'il est devenu exprime parfois sa frustration de ne pas avoir eu accès à une éducation scolaire plus complète, ne serait-ce qu'une formation musicale plus formelle,.

#### Marques de l'enfance
Dans l’interview d'El Comercio déjà citée, Paco de Lucia témoigne que, de son propre aveu, il n'a jamais oublié les souffrances de son enfance modeste qui ont forgé sa détermination et sa « conscience professionnelle », mais qui l'ont aussi rendu sensible à la souffrance des autres :

« J'ai tellement souffert enfant d'être un garçon un peu gros, que je n'avais vraiment pas envie de le montrer. Ce qui se passe, c'est que l'on apprend à ne pas le paraître. […]. Aujourd'hui, je parais même extraverti, mais il y a une grande charge d'insécurité qui me vient de mon enfance. […] Il y a beaucoup de gens qui pensent, du fait de leur souffrance, que malgré la faim, ils sont parvenus à faire de grandes choses de leur vie… Mais c'est tout le contraire! C'est grâce à la faim, que l'on parvient à être grand. Si néanmoins la faim ne t'anéantit pas. Il faut toujours la garder présente à l'esprit. Surtout si l'on pense à ceux qui en souffrent maintenant. Si tu sais ce que c'est que d'avoir faim, tu comprends la souffrance des autres. Ces larmes de ma mère parce qu'elle n'avait pas de quoi manger ont été pour moi la motivation la plus forte. Quand j'eus grandi et commencé à gagner de l'argent, je me suis dit : « Et maintenant, quoi ? Quelle motivation ? » Alors j'ai décidé d'être un musicien de vérité. La motivation n'était plus le ventre vide, quelque chose qui s'emplit vite. C'était d'essayer de contenter ton esprit avec l'art, d'atteindre une plénitude spirituelle, une chose déjà beaucoup plus difficile. Et j'ai continué comme ça. »

— Enrique Planas,.
De même, dans sa biographie Paco de Lucía : El hijo de la portuguesa, Juan José Tellez, qui connaît bien l'artiste qu'il a suivi de longues années depuis leur première rencontre en 1982, recueille, met en avant et confirme les souvenirs du guitariste ainsi décrits : « Et moi je voyais souvent ma mère pleurer ... Je lui demandais ce qui se passait et elle me disait qu'aujourd'hui nous n'avions rien à manger. Elle avait toujours comme une anxiété, une angoisse, du fait qu'il n'y avait pas d'argent. Moi j'avais très envie de grandir pour aider le foyer. Et cela motive beaucoup. »

#### Perfectionnisme

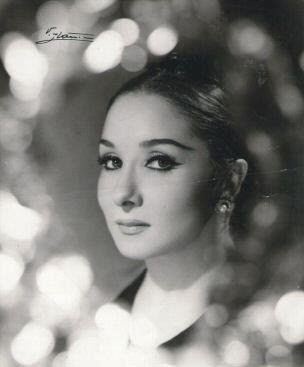
Marifé de Triana, chanteuse (copla, flamenco) et actrice (1936–2013).

Paco de Lucía affirmait qu'il n'avait jamais rien planifié dans sa vie, que tout était arrivé par hasard. Il se distinguait toujours par son professionnalisme, son sérieux dans le travail, sa modestie et son respect pour les autres musiciens. Mais aussi par un perfectionnisme, semblable à celui de Miles Davis dit-on, et qui s'incarnait dans sa volonté de ne jamais se répéter, de toujours se placer dans le flux d'un changement constant comme dans son intention d'exiger de soi chaque jour de faire mieux et d'être meilleur. « Jamais deux fois la même musique ! » −semble être leur mot d'ordre commun.
Mais ceci provoquait aussi en lui une anxiété et une pression permanente, parce qu'en général il n'était jamais content de ses enregistrements ni de ses concerts, malgré leur succès. Ce dont témoigne, le lendemain de la mort de Paco, le photographe franco-suisse René Robert, qui le connaissait bien et qui l'a portraituré des douzaines de fois en concert :

« C'est un moment très dur pour nous, il est mort trop jeune... Mais il est logique que le cœur lui ait manqué : malgré l'apparente facilité avec laquelle il jouait, son art exigeait de lui une concentration extrême, et toujours tenter d'améliorer ce qu'il venait de faire, cela devait engendrer chez lui beaucoup de stress. »

Cette exigence couplée avec une réelle modestie ne trouvait d'exutoire que dans un travail inlassable : « Je ne crois pas au génie, mais aux gens qui travaillent, et qui ont du talent. Mais le travail reste fondamental. La seule chose commune, entre moi et tous ces gens, c’est l’impression de ne rien savoir. »
Néanmoins, à Enrique Planas qui lui demandait en octobre 2013, de quels disques il se sentait particulièrement fier s'il devait en choisir trois, Paco concède d'abord qu'il est difficile d'être objectif avec soi-même. Puis il propose : « […] à la rigueur Siroco [1987] ou Zyryab [1990] ; le dernier en direct aussi [Conciertos España 2010], je crois que c'est un bon disque. » Puis enfin il évoque le dernier disque qu'il est en train de mixer (ce sera Canción Andaluza, son album posthume), peut-être son préféré, justement parce que marqué par la nostalgie, et qui se révélera donc testamentaire : « […] c'est le disque que je voulais faire depuis mon enfance, quand à la maison nous n'avions que la radio [pour écouter des chansons et du flamenco]. » Et d'évoquer les chanteuses Marifé de Triana ou Conchita Piquer, superbes chanteuses de coplas, à son sens injustement oubliées. C'étaient aussi les chanteuses que sa mère aimait quand il était jeune, et ce disque est encore un hommage à sa mémoire, comme une révérence envers le lyrisme andalou. Il faut noter que Paco avait d'ailleurs invité Marifé dans son émission « La hora de... : la guitarra de Paco de Lucía », en 1976, sur la chaîne publique espagnole TVE, pour trois remarquables coplas. Cet album sera d'ailleurs primé aux 15e Latin Grammy Awards de 2014. On pourrait peut-être citer encore trois albums qui ont marqué une date et furent particulièrement remarqués par le public et les critiques : Fuente y caudal en 1973, record de vente qui signe le début de son essor international ; ensuite l'album en public Friday Night in San Francisco, sorti en 1981 à l'issue d'une tournée mondiale avec John McLaughlin et Al di Meola, et qui est, à ce jour, l'une des meilleures ventes de disques dans l'histoire de la guitare instrumentale, puisqu'il s'en est vendu plus d'un million d'exemplaires ; enfin Cositas Buenas en 2004, dernier album de création publié de son vivant et le plus récompensé de tous. En somme, les débuts de sa carrière, le sommet de ses tournées mondiales, et le couronnement de sa dernière partie.

En fait, il a plusieurs fois confié qu'il aurait rêvé dans sa jeunesse être chanteur, à l'inverse de son ami Camarón qui, lui, voulait être guitariste : 

« Paradoxe du destin qui nous permet d'honorer la figure de Paco, « celui de Lucía », homme brave, guitariste exceptionnel, d'ores et déjà éternel et universel, qui prit la guitare dès l'âge de cinq ans et ne l'a plus jamais lâchée, qui jamais ne se laissa enfermer en quelconque limite ni dévier de son propre chemin. Tout un exemple pour les futures générations de musiciens qui verront en lui un modèle à suivre. »

— Traduit de Guillermo Castro Buendía, revue Sinfonía virtual, no 26, février 2014.

### Style musical

#### Jeu
Paco de Lucía est généralement considéré comme un remarquable interprète pour sa grande virtuosité, et son style très personnel, reconnaissable entre tous, que l'on peut définir d'abord comme vigoureux et rythmique, très dynamique, d'une grande précision d'élocution en même temps que d'une labilité extrême, d'une volubilité enflammée parfois véhémente mais jamais bavarde, comme dans ses bulerías d’Almoraima, dans ses alegrías de la Barrosa (album Siroco 1987), ou dans sa rumba Entre dos aguas (Fuente y caudal, 1973).
Mais c'est aussi, selon les moments et les morceaux, une interprétation d'une grande douceur, d'une tendresse lyrique ou facétieuse sans égale, par exemple quand il nous parle de sa mère dans Luzia ou dans Guajiras de Lucía (Antología 1996, vol. 2), ou quand il chante sa première épouse et sa fille dans Casilda, ou encore son fils aîné dans Mi niño Curro (les deux dans Siroco 1987), ou bien quand il évoque son maître dans Gloria al Niño Ricardo (soleá, albums Siroco, 1987 ou Antología, 1996, vol. 1), son ami Camarón (dans l'album Luzia), ou le charme du quartier de la Viña à Cadix dans Barrio la Viña (album El duende flamenco, 1972), ou de Triana, le quartier gitan de Séville dans Gitanos Trianeros (La fabulosa guitarra de Paco de Lucía, 1967), ou encore dans Mantilla de feria (d'Esteban de Sanlúcar, dans l'album Fantasía flamenca de Paco de Lucía, 1969). On peut encore citer la douceur lyrique de sa longue introduction à la guitare pour le thème Moraíto Siempre, un hommage à son ami guitariste Moraíto Chico qui clôt avec une bulería aux allures de requiem le premier disque de son album Paco de Lucía en vivo (conciertos live in Spain 2010). Pour plusieurs de ces pièces, sa tendresse est particulièrement sensible dans la délicatesse de son jeu de trémolo, comme dans Solera ou Plaza de San Juan (Fuente y caudal, 1973), ou dans Mi niño Curro, dans Callejón del Muro, et dans Gloria al Niño Ricardo (les trois dans l'album Siroco, 1987) ; ou encore dans la bulería Río de la Miel qui ouvre l'album Luzia « sur un trémolo à la fois innovant et poignant » (Guillermo Castro Buendía). On peut encore évoquer son enthousiasme communicatif dans le thème Río ancho (dans Almoraima, 1976) sur un rythme endiablé de rumba brésilienne mâtinée de bossa nova.

#### Tension fructueuse, mais douloureuse

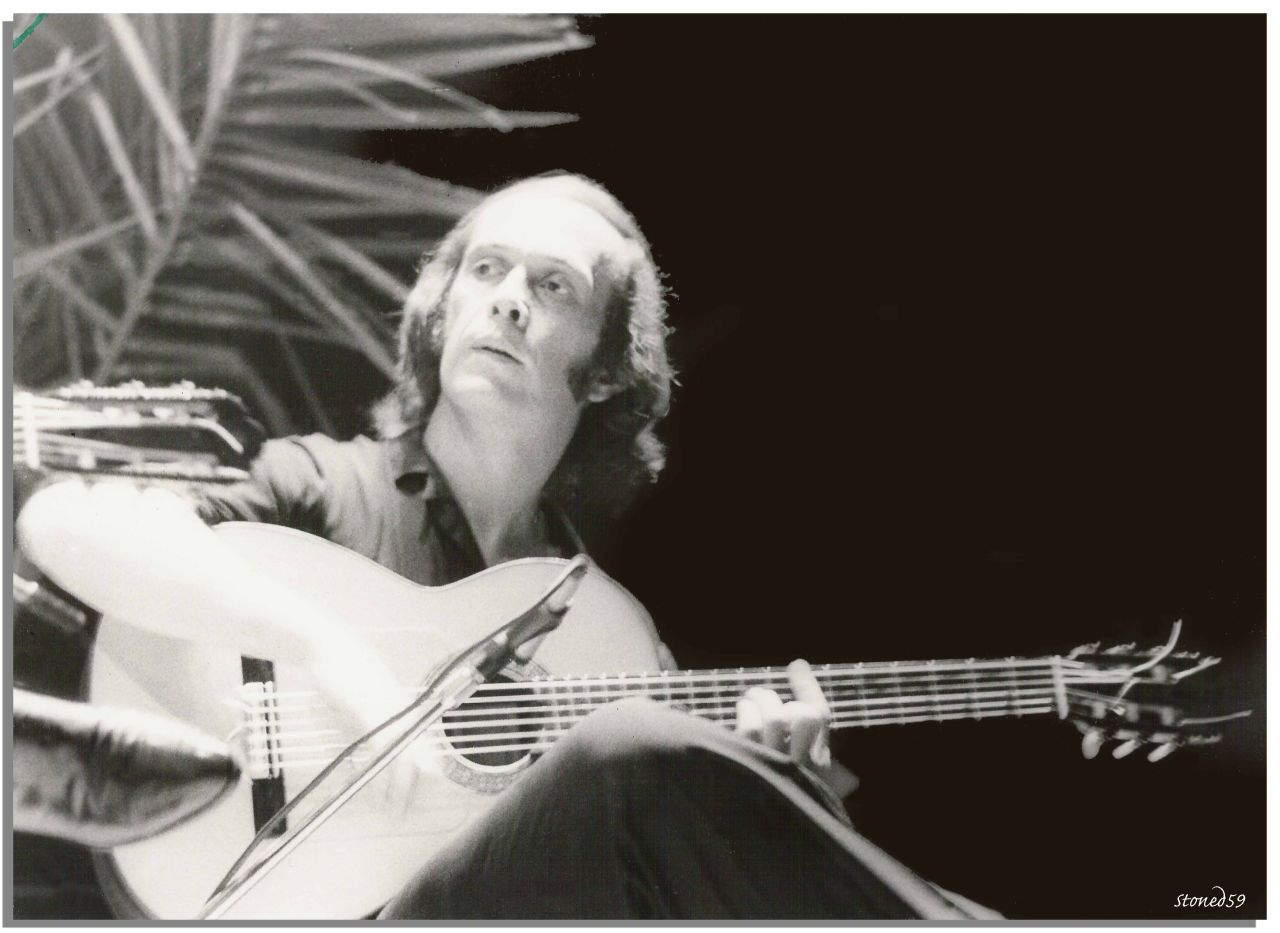
Paco de Lucía, ici en concert avec John McLaughlin et Al Di Meola dans les années 1980.

Paco n'a pas toujours bien vécu cette sorte de tension qui existe entre les deux dominantes de son jeu à la guitare : virtuosité spectaculaire d'un côté, forte volonté expressive de l'autre.
Au journaliste du journal Libération, François-Xavier Gomez qui affirmait : « Pour beaucoup d'amateurs de guitare, en particulier ceux qui l'ont découvert aux côtés de John McLaughlin et d'Al Di Meola, Paco de Lucía est l'homme des prouesses techniques, du tour de force permanent. Un statut agaçant [pour le musicien]. »
Ce dernier confiait :

« J'ai eu de la facilité dès le début, j'ai de bonnes mains pour ça, c'est tout. Le public est plus impressionné par la rapidité de l'exécution que par le sentiment que je cherche à transmettre. Il m'arrive de jouer quelque chose de profond, d'intime, et dès que je lâche une grappe de notes, une séquence électrique, là le public réagit, crie, s'enthousiasme. Ça ne me plaît guère, mais je n'y peux rien. »

Cette inclination au lyrisme ne s'est jamais démentie, mais elle a peut-être culminé dans son opus de 1998, Luzia, album dont l'accouchement fut douloureux, marqué par la mort de deux êtres chers, sa mère et son ami, le chanteur Camarón. Lyrisme qui est allé cette fois plus loin que jamais puisque dans ce disque on entendait pour la première fois Paco chanter : en arrière-plan de son frère Pepe dans le thème éponyme dédié à leur mère (Luzia), et surtout en soliste à la fin du thème Camarón qui lui-même clôt le disque, laissant comme dernière impression l'appel sans réponse du nom de son ami, où son émotion est particulièrement sensible.

Il commente ainsi cette expérience : 

« Je ne risque pas de le refaire sur scène, concède le guitariste. Au départ, j'avais enregistré une voix témoin sur le titre dédié à Camarón, l'idée étant de faire appel à un vrai cantaor de flamenco. Nous avons finalement laissé ma voix, parce que c'était un hommage très personnel. Il est vrai aussi que j'adore chanter, mais je n'ose pas le faire en public. Je me considère même comme un chanteur manqué. Ce qui a influencé ma façon de jouer. Presque tout ce que j'interprète est chantable. Et puis, alors que dans la guitare flamenca, très percussive, les notes sont courtes, je cherche à les prolonger en anticipant sur le temps. Pour les faire chanter. »

#### Architecture
En ce qui concerne la qualité de ses compositions, à l'évidence Paco de Lucía s'est inspiré de l'exigence de cohérence manifestée avant lui par Sabicas, car elles présentent toutes un caractère fortement structuré, voire architecturé, mais avec en plus une ambition orchestrale, car ses arrangements incluent de nombreux instruments inaccoutumés dans le flamenco, comme dans Zyryab (en hommage à la grande figure du même nom de la musique arabo-andalouse au IXe siècle).

#### Technique «sensible» ouduende

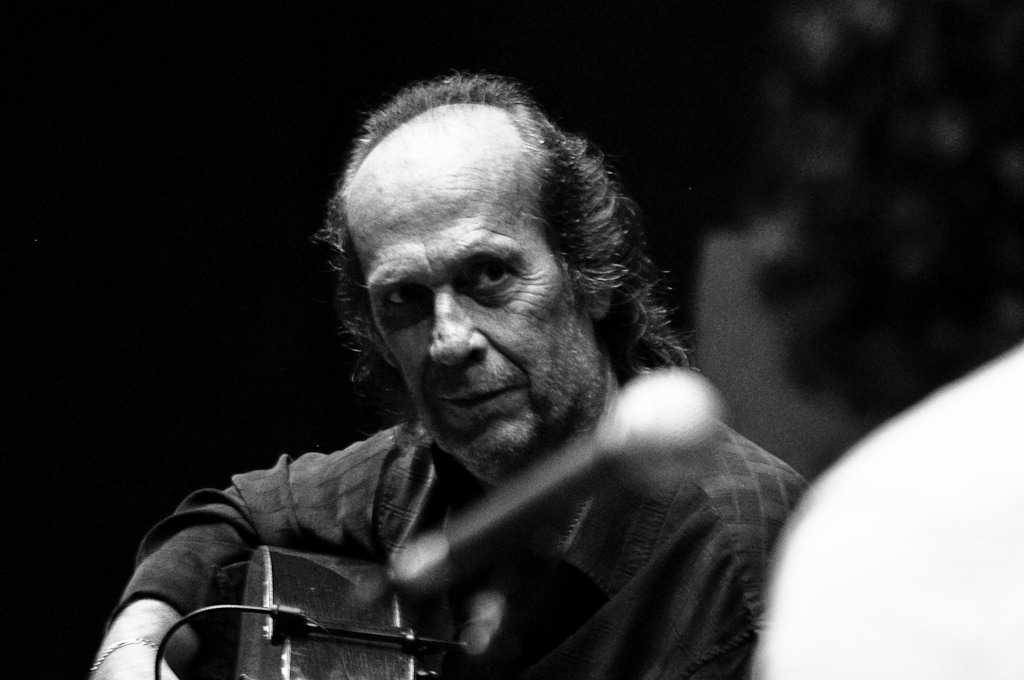
Paco de Lucía en octobre 2010.

Au lendemain exact de la mort, le 25 février 2014, de Paco de Lucía, l'écrivain espagnol José Manuel Caballero Bonald décrit et tente de caractériser ainsi le style singulier de Paco de Lucía, ce que l'on pourrait appeler son duende, ou l'âme de sa musique, dans le journal El País :

« […] Sa technique était impeccable, d’une perfection irréelle même, mais il lui fallait aller plus loin encore : il souhaitait subordonner la technique à la sensibilité, assujettir le langage à son potentiel créateur en liberté. Paco de Lucía faisait preuve d'un véritable « virtuosisme » énigmatique, imprévisible par moments, littéralement inscrit dans un système expressif que l’on pourrait appeler — empruntant un terme certes trop galvaudé — l’esthétique du duende. Par-là se profile le prodige de parvenir là où personne n’est jamais allé, à une situation limite où la nouveauté n’a d’égale que la clairvoyance. Jouer de la guitare pour Paco de Lucía cela consistait à mettre à nu l’intimité. Et dans cette intimité se joignaient avec une égale lucidité la connaissance et l’intuition, l'appris et le divinatoire, une sorte de synthèse créatrice exactement accomplie. Je ne me réfère pas ici à ses falsetas [solos de guitare intercalés entre les strophes du cante], c’est-à-dire à ces inoubliables filigranes ornementaux avec lesquels il avait coutume d’accompagner le chant, mais à l’exigeante structure mélodique, à l’exquise plénitude de son œuvre de soliste. […] Avec lui, la guitare flamenca est parvenue à un sommet, a atteint un niveau d’aboutissement, ou plus exactement de vertu extrême que l’on pourrait aussi appeler — comme je l’ai pointé plus haut — une situation limite. Tout le reste est silence. »

— José Manuel Caballero Bonald : extrait traduit de La potencia musical del flamenco (« La puissance musicale du flamenco »), 26 février 2014.

## Vie privée et opinions politiques
Paco de Lucía, un « antifasciste de cœur », comme le quotidien basque Deia le décrit en 2016, a épousé en premières noces Casilda Varela Ampuero, née à Bilbao en 1945 et fille du général Varela qui a participé aux préparatifs définitifs du soulèvement nationaliste des 17 et 18 juillet 1936 en Espagne menant à la guerre civile espagnole en 1936 et qui a été par la suite ministre franquiste,. Ce mariage ne se fit qu'en 1977, à la fin du franquisme et après la mort de Franco, en conclusion du développement d'une relation amoureuse de huit ans, connue de tout Madrid mais réprouvée par la famille aristocratique de Casilda qui refusait, comme gendre, un artiste de flamenco censé mener une mauvaise vie. Leur détermination et leur amour fou étaient tels, néanmoins, qu'ils passèrent outre le refus catégorique de la famille de Casilda, qui provenait surtout de sa mère (issue de la grande bourgeoisie basque), car son père, le général franquiste et marquis de San Fernando, était mort en 1951. Leur mariage fut donc célébré sans l'assentiment de la belle-famille de Paco. Il eut lieu dans une église d'Amsterdam le 27 janvier 1977, sous le parrainage de la maison de disques Philips. Aucun membre de la famille Varela Ampuero n'assista à la cérémonie. Le couple s'installa alors dans le quartier Mirasierra en banlieue de Madrid. Paco fit mentir la légende, se révélant particulièrement distingué dans ses concerts et sobre dans ses tenues de scène, sa virtuosité lui ouvrant les portes des théâtres les plus huppés d'Espagne et des plus grandes scènes du monde. Bien qu'ayant plutôt des idées de gauche, il ne s'engagea pas dans la politique, d'une certaine manière par honnêteté intellectuelle comme il l'explique : « j’ai été de gauche jusqu’à deux millions de pesetas […] après je n’ai plus jamais dit que j’étais de gauche ».
Le 13 décembre 1976, il fut agressé par une bande d'une dizaine de partisans du franquisme exaltés, interprétant certains termes d'une de ses interview à la télévision comme une allusion politique anti-fasciste alors que Franco venait de mourir le 20 novembre 1975. En effet, le 25 février 1976, dans l'émission de la télévision publique espagnole « La hora de... la guitarra de Paco de Lucía », diffusée en prime time, la réponse de Paco à une question concernant le rôle de chaque main dans son jeu de guitare, fut résumée ainsi : « la gauche pense et la droite exécute », formule qui a même donné son titre au compte-rendu de l'émission. Cette formule fut aussitôt sortie du contexte musical de l'interview et appliquée directement au contexte politique : de fait, cinq militants anti-franquistes (deux basques de l'ETA politico-militaire et trois antifascistes révolutionnaires du FRAP) venaient justement d'être exécutés le 27 septembre 1975, et la période de la succession du dictateur était délicate, les esprits échauffés et les clivages accentués ; l'Espagne entamait à peine sa transition démocratique dans l'incertitude. Dans la même émission, le journaliste Jesús Quintero demanda à Paco : « Que craignez-vous le plus, la mort ou le ridicule ? » à quoi celui-ci répondit : « On peut toujours éviter le ridicule, la mort non : elle est inévitable... Voyons, mais il y a pire, c'est une mort ridicule. Comme à la guerre. » [Seulement trois mois après la mort du généralissime Franco, vainqueur d'une guerre civile très meurtrière]. Emilio de Diego, le guitariste d'Antonio Gades et compagnon de Paco (propos rapportés par José Manuel Gamboa), émet l'hypothèse que Paco avait volontairement joué sur l'ambiguïté de ses paroles apparemment anodines et plaisantes, donc impossibles à censurer, pour lancer un message politique subliminal. Selon lui, à cette époque, tout le monde faisait de la politique et tous politisaient la moindre parole. Toujours est-il que certains poussèrent les hauts-cris trouvant intolérable un tel propos venant du gendre du général Varela. Ce jour-là, donc, Paco fut roué de coups par ces hommes de main de l'ultradroite, sous les yeux de sa fiancée Casilda rendue à l'impuissance, en pleine Gran Vía madrilène à la sortie du cinéma Avenida , au cri de : « Alors comme ça, toi, tu dis que la droite exécute ? Tiens, prends, fils de ... Tu ne joueras plus jamais ! » Ses doigts et ses mains furent piétinés. Fort heureusement, cette fois Paco se remit vite de ses blessures.
Lorsqu'en 1992, son partenaire artistique et ami gitan Camarón décéda, Paco se retrouva sous le feu d'accusations violentes émanant de la communauté gitane. Il aurait non seulement spolié Camarón de sa part des droits d'auteur sur leurs œuvres communes, mais aurait aussi accédé à un train de vie princier tout en se montrant ingrat envers ceux dont il aurait exploité à son seul profit la tradition musicale,. Ces attaques injustes lui occasionnèrent des sentiments de colère, de peine et de tristesse, qui l'empêchèrent de dire adieu à son ami et de faire son deuil,. Réfugié à Cancún, au Mexique, il enchaîna, pendant des années, concerts publics, sessions musicales et travail de studio. Accaparé par sa vie professionnelle, il fut de moins en moins présent auprès de sa famille. En 1998, après son divorce d'avec Casilda, son nouvel album Luzia fut un double adieu à son ami Camarón et à sa mère défunte,. Au début des années 2000, remarié à Gabriela Canseco Vallejo, une citoyenne mexicaine, il partagea son temps entre sa famille et la composition musicale dans sa résidence mexicaine. De son nouveau mariage naquirent deux enfants : Antonia Sánchez Canseco (2000) et Diego Sánchez Canseco (2007),. Il renoua avec sa terre natale, en déménageant à Tolède  durant l'année 2003, puis à Palma de Majorque,.

## Prix et distinctions

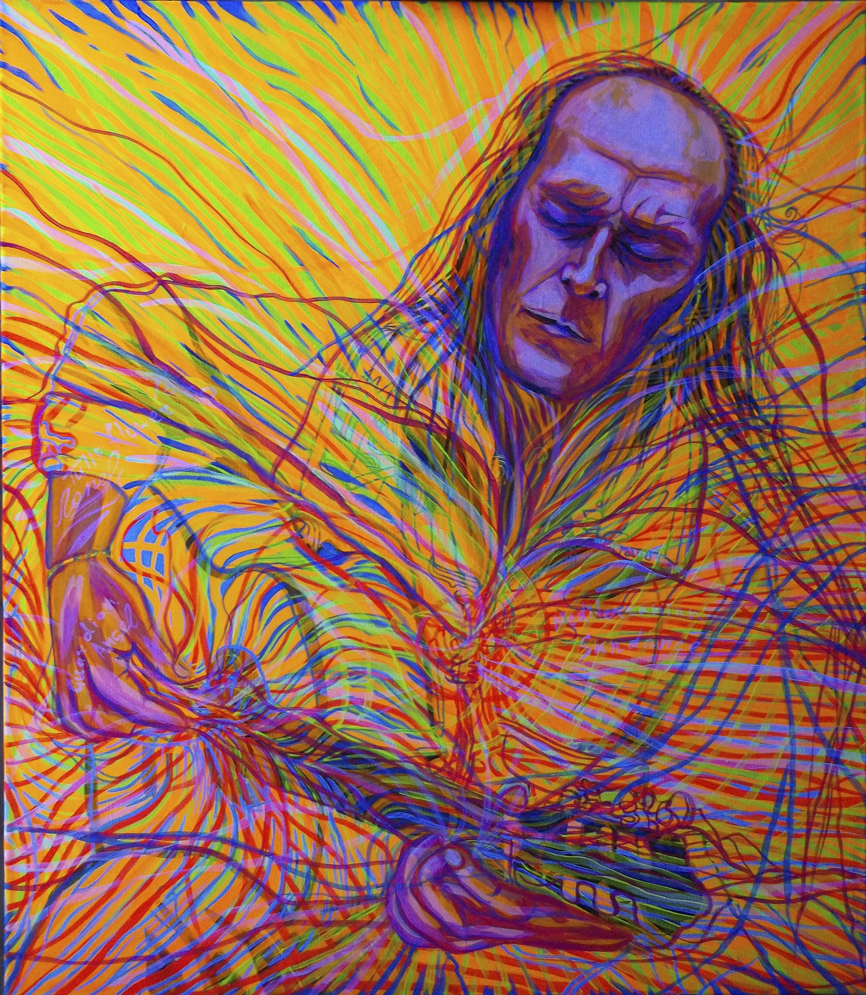
Paco de Lucia and Guardian Angel, œuvre de Lola Lonli (2012).

Tout au long de sa carrière, longue de plus de 50 ans, Paco de Lucia a reçu de nombreux prix et distinctions,,.
Adolescent, il reçoit, en 1962, le prix spécial du concours d'art flamenco organisé par la ville andalouse de Jerez de la Frontera. Au niveau national, il est récompensé, en 1968, par le premier prix de guitare du concours national d'Art flamenco de Cordoue, puis, deux ans plus tard, par le prix national de guitare flamenca de la chaire de flamencologie de Jerez de la Frontera.
En 1975, il décroche, à San Remo, le diapason d'or du festival de musique international, et, lors du festival de chant des mines de La Unión, créé en 1961 dans la région de Murcie, un prix au concours de guitare. En 1976, l'album Fuente y Caudal, est couronné d'un disque d'or, et son titre-phare, la rumba Entre dos aguas, d'un single d'or.
Comme tout instrumentiste désireux de faire carrière, Paco de Lucia participe à des concours musicaux. Dès le milieu des années 1970 cependant, sa réputation bien établie lui permet de ne plus devoir courir les compétitions, même pour simplement gagner sa vie. Ayant inscrit son nom au sommet des palmarès de tous les prix prestigieux, il intervient désormais comme maître reconnu de la guitare. En 1984, par exemple, il est présent à la IIIe Biennale de flamenco de Séville, en tant que juge artistique, aux côtés du chanteur Enrique Morente, et des guitaristes Rafael Riqueni et Manolo Sanlúcar,. La manifestation culturelle, devenue le rendez-vous biennal mondial du flamenco, lui rend hommage, trente ans plus tard, à sa mort, en 2014.

La médaille d'or du mérite des beaux-arts, décernée à Paco de Lucia en 1992.

En 1992, le ministère de l'Éducation, de la Culture et des Sports lui remet la médaille d'or du mérite des beaux-arts,.
En 1997, puis 1998, Paco de Lucia est déclaré hijo predilecto (titre honorifique propre à l'Espagne, équivalent de « enfant chéri » ou citoyen d'honneur) successivement de la province de Cadix et de la commune d'Algésiras.
Dans les années 2000, il est honoré de plusieurs prix : le prix Pastora Pavón, instauré par le gouvernement d'Andalousie à la mémoire de « La Niña de los Peines », et une distinction honorifique de la Société générale des auteurs et éditeurs d'Espagne, en 2002, le prix du meilleur album de flamenco pour Cositas Buenas aux Latin Grammy Awards de 2004, le prix Prince des Asturies des arts, la même année,, le prix de l'album Latin Jazz de l'année pour Cositas Buenas aux Prix Billboard de musique latine 2005.
Il est aussi promu, pour son enseignement musical, docteur honoris causa, par l'université de Cadix, en 2007, puis, en 2010, par le Berklee College of Music.
L'année de sa mort, au cours de la 15e édition des Latin Grammy Awards, son dernier album Canción Andaluza remporte les prix du « meilleur album de l'année » et du « meilleur album de Flamenco »,.

## Discographie
La discographie de Paco de Lucía comporte quarante-deux albums en propre, sous son nom, (dont un posthume, huit anthologies ou compilations, six disques en public, et donc vingt-huit albums originaux) ; mais aussi de nombreux disques en collaboration avec d'autres musiciens,,, ainsi que des participations à des albums d'autres artistes, de genres musicaux très divers. Une compilation intitulée Nueva Integral, parue chez Universal en 2010, comprend 27 disques,.
Dans une interview donnée à l'occasion de la sortie de son disque Luzía en 1998, il se confiait ainsi sur sa façon de travailler : « Faire un disque c'est avoir quelque chose de nouveau à raconter ; alors tu dois vivre, tu dois sentir des choses, t'imprégner de choses nouvelles pour que ce disque ne soit pas la répétition du précédent. Chaque fois que je fais un disque, il me plaît de dire quelque chose de neuf, de créer une surprise, pour que le guitariste qui mettra ce disque puisse l'apprécier, y trouver quelque chose à apprendre ou à éprouver émotionnellement. C'est pour ça que cela peut tarder un peu. »
En effet, huit ans séparent cet album du précédent disque de création (Zyryab) sorti en 1990, même si ont été enregistrés trois disques en public (dont celui consacré à Aranjuez) entre-temps.

« J'ai passé plus de six mois à voyager, or pour composer tu dois réellement passer des heures dans une chambre sans rien qui te perturbe, seul, centré sur ce disque. Donc, je me suis dit : « Bon, ça fait longtemps maintenant, je vais m'enfermer dans une pièce chez moi, et tant que ce disque n'est pas sorti, je ne vais pas faire un seul concert » ; et effectivement, après sept mois à dix heures par jour, voilà le disque. »

### Albums studio

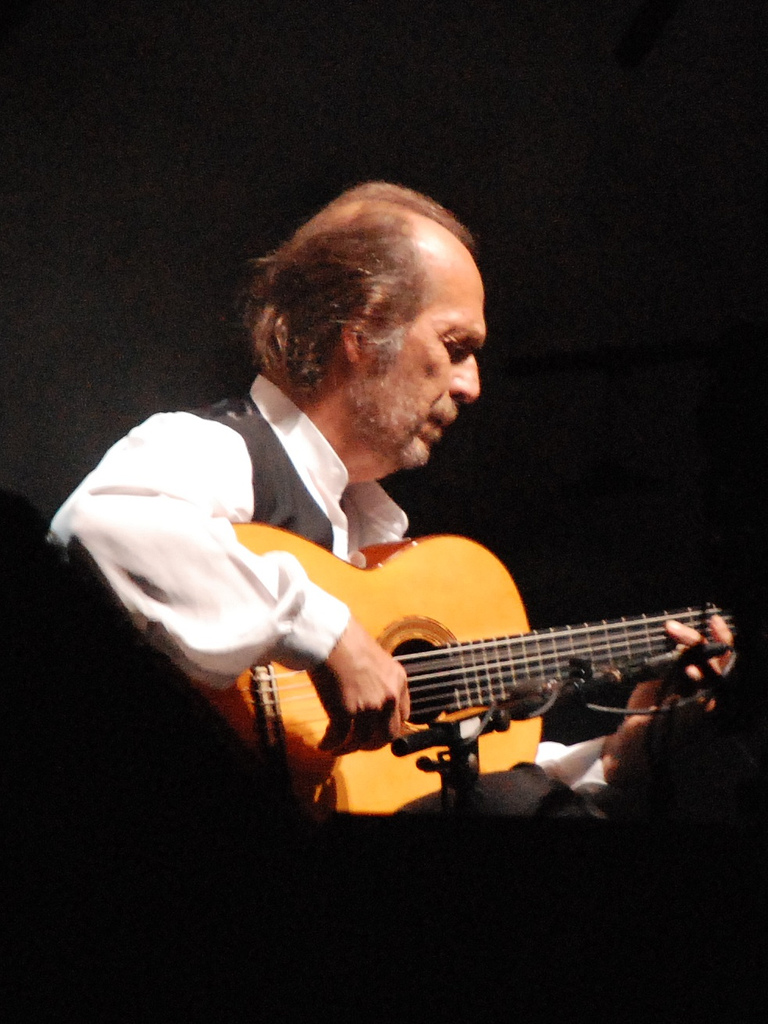
Paco de Lucía au Gibralfaro, à Malaga, le 22 septembre 2007.

- 1961 : Los Chiquitos de Algeciras, vol. 1, 2 et 3, avec Pepe de Lucía : trois EP de 4 titres chacun (Hispavox)[156],[157],[158], réédités en 2016 en double CD avec le suivant (EMI/Warner)[12]. En duo accompagnant le chant.
- 1963 : Los Chiquitos de Algeciras, avec Pepe de Lucía : cante flamenco tradicional et thèmes populaires ibéro-américains[13]. Réédité en LP en 1982[159], et en CD en 1995[160], puis en 2003[161] et en 2016[12]. En duo accompagnant le chant.
- 1964 : La guitarra de Paco de Lucía : Rondeña De Ramón Montoya ; Aires Andaluces ; Piropo Gaditano et Cielo Sevillano (super 45 tours ou extended play de 4 titres, premier disque en solo)[162], réédité en 2003 sous le titre Por descubrir[163].
- 1964 : Paco de Lucía et Ricardo Modrego, Dos guitarras flamencas en stereo (Philips 843 105 PY)[164]. En duo.
- 1965 : Paco de Lucía et Ricardo Modrego, 12 éxitos para dos guitarras flamencas (Philips, 843 120 PY)[165]. En duo.
- 1965 : Paco de Lucía et Ricardo Modrego, Doce canciones de García Lorca para guitarra (Philips, 843 118 PY)[166] ; réédition en CD : 1995[167]. En duo.
- 1967 : Paco de Lucía et Ramón de Algeciras, Canciones andaluzas para dos guitarras (Philips, 843 140 PY)[168],[169]. En duo.
- 1967 : La fabulosa guitarra de Paco de Lucía, (Philips, 843 139 PY)[170]. En solo.
- 1967 : Paco de Lucía et Ramón de Algeciras, Dos guitarras flamencas en América Latina[22]. En duo.
- 1969 : Paco de Lucía et Ramón de Algeciras, 12 hits para 2 guitarras flamencas y orquesta de cuerda[171]. En duo.
- 1969 : En Hispanoamérica avec Ramón de Algeciras[172]. En duo.
- 1969 : Fantasía flamenca de Paco de Lucía[173],[174]. En solo.
- 1969 : Paco De Lucía / Ramón de Algeciras en Hispanoamérica (vol. 2)[175]. En duo.
- 1971 : El mundo del flamenco. Paco de Lucía presenta a Raul, bailaor, y Pepe de Lucía, cantaor ; et avec aussi Ramón de Algeciras[176]. En groupe.
- 1971 : Recital de guitarra, avec Ramón de Algeciras, Enrique Jiménez de Melchor, Paco Cepero, Isidro Sanlúcar Muñoz et Julio Vallejo. En groupe.
- 1972 : El duende flamenco, avec Ramón de Algeciras[177]. En duo.
- 1973 : Fuente y caudal. En groupe ou En solo.
- 1976 : Almoraima (Philips)[178]. En groupe.
- 1978 : Interpreta a Manuel de Falla (Philips)[179]. En groupe.
- 1981 : Castro Marín (du nom du village natal de sa mère, Castro Marim, à l'extrême sud du Portugal, en Algarve, district de Faro, tout près de la frontière et de la ville espagnole d'Ayamonte), avec John McLaughlin et Larry Coryell entre autres. En groupe.
- 1983 : Al Di Meola, John McLaughlin & Paco de Lucía, Passion, Grace & Fire (Philips, 811 334-1 LP et 811 334-2 CD[180]). En trio.
- 1987 : Siroco, avec Ramón de Algeciras, Pepe de Lucía, Rubem Dantas, José María Bandera et Juan Ramírez. En groupe.
- 1990 : Zyryab, avec Chick Corea, Manolo Sanlúcar, Carles Benavent, Jorge Pardo, Rubem Dantas, Ramón de Algeciras et Pepe de Lucía. En groupe.
- 1981 : Solo quiero caminar. En groupe.
- 1996 : Al Di Meola, John McLaughlin et Paco de Lucía, The Guitar Trio (Verve, 533 215-2)[181]. En trio.
- 1998 : Luzia, avec Pepe de Lucía, Ramón de Algeciras, Duquende, Tino di Geraldo, Carles Benavent, Josemi Carmona, Luis Dulzaides. En groupe.
- 2004 : Cositas Buenas (album latin jazz de l'année aux Billboard Latin Awards 2005), avec entre autres : Alejandro Sanz, Diego el Cigala, Tomatito, Juan D'Angellyca, Jerry González et Alain Pérez. En groupe.
- 2014 : Canción Andaluza (es) (album posthume)[47]. Avec entre autres Estrella Morente, Pepe Romero, Oscar D'León, Vicente de Castro "Parrita" (es), Ricardo Sanchís, Tony Morales, Lester Devoe, Hermanos Conde[121]. En groupe.

### Albums live
- 1975 : En vivo desde el Teatro Real (LP Philips 9113 001)[182].
- 1981 : Al Di Meola, John McLaughlin et Paco de Lucía, Friday Night in San Francisco.
- 1984 : Paco de Lucía Sextet, Live One Summer Night.
- 1993 : Live in America, Paco de Lucía Sextet.
- 1991 : Concerto d'Aranjuez, avec l'Orchestre de Cadaqués, dir. Edmon Colomer (Philips 510 301-2 /Universal)[183].
- 2011 : En vivo. Conciertos España, 2010 (album en public)[184].
- 2023: Paco de Lucía : The Montreux Years.

### Compilations
- 1977 : Hispanoamérica con Paco de Lucía y Ramón de Algeciras (Compilation).
- 1983 : Entre dos aguas, compilation, réédition en CD d'un LP d'abord publié en 1975.
- 1996 : Antología, compilation en 2 CD.
- 2003 : Paco De Lucía Integral (intégrale en 27 CD).
- 2003 : Por descubrir (réédition du super 45 tour de 1964, plus 11 titres en collaboration éparpillés ; vient compléter l'intégrale de Phillips, puis Universal, précédente).
- 2004 : Nueva antología, édition commémorative.
- 2005 : Gold, compilation.
- 2008 : Flamenco virtuoso. Paco de Lucía. Compilation de titres de 1966 à 1998 remastérisés. Universal Music Classics & Jazz, LC-00699-06007-5312687.

### Collaborations notables

#### Avec des musiciens de flamenco
- 1969 : Camarón de la Isla, Al verte las flores lloran.
- 1970 : Camarón de la Isla, Cada vez que nos miramos.
- 1971 : Camarón de la Isla, Son tus ojos dos estrellas.
- 1972 : Camarón de la Isla, Canastera.
- 1972 : Camarón de la Isla, Una Noche en Torres Bermejas, enregistré en 1969 en public avec Camarón et Pepa de Utrera, Philips 63 28 033.
- 1973 : Camarón de la Isla, Caminito de Totana.
- 1974 : Camarón de la Isla, Soy caminante.
- 1975 : Camarón de la Isla, Arte y majestad.
- 1976 : Camarón de la Isla, Rosa María.
- 1977 : Camarón de la Isla, Castillo de arena.
- 1981 : Camarón de la Isla, Como el agua, avec aussi Tomatito.
- 1983 : Jorge Pardo, El canto de los guerreros, sur le thème Al doblar la esquina.
- 1983 : Camarón de la Isla, Calle Real, avec aussi Tomatito.
- 1984 : Camarón de la Isla, Viviré, avec aussi Tomatito.

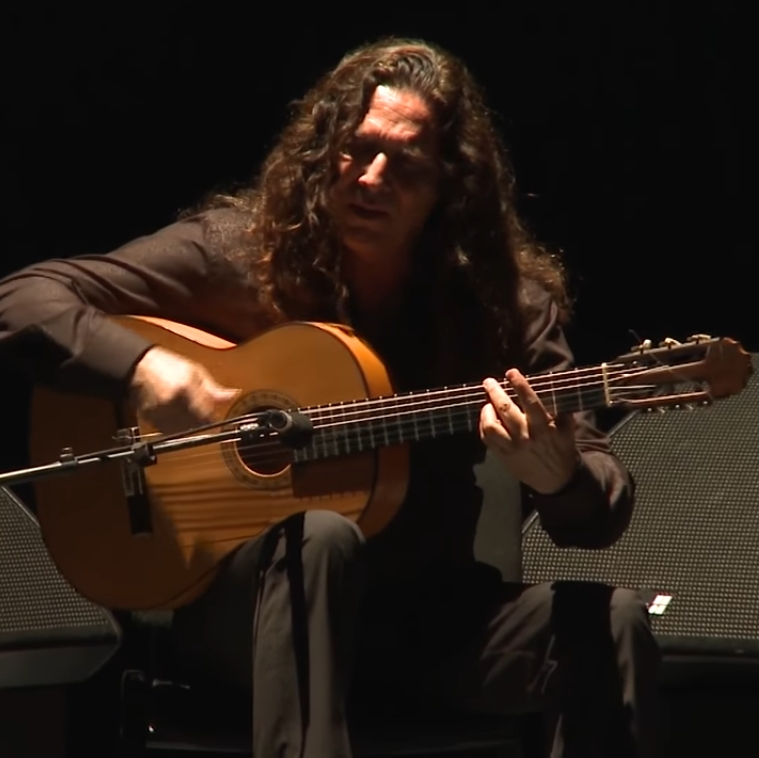
Tomatito, héritier direct de Paco de Lucía, qui a aussi accompagné Camarón, comme lui et parfois avec lui (ici en 2016).

- 1986 : Luis Eduardo Aute, 20 canciones de amor y…, sur le thème Epílogo: un poema desesperado.
- 1992 : Camarón de la Isla, Potro de rabia y miel, avec aussi Tomatito.
- 1995 : Carles Benavent, Agüita que corre.
- 1995 : Vicente Amigo, Vivencias imaginadas, sur le thème Querido Metheny.
- 1996 : Pepe de Lucía, El orgullo de mi padre.
- 1999 : Enrique de Melchor, Arco de las rosas.
- 2000 : Juan Manuel Cañizares, Punto de Encuentro.
- 2000 : Duquende, Samaruco.
- 2000 : Pepe de Lucía, Cada día.
- 2006 : Camarón de la Isla, Camarón en la Venta de Vargas.
- 2012 : Miguel Poveda, ArteSano.
- 2013 : Fosforito, Cante y guitarra.

#### Avec des musiciens de jazz
- 1967 : Pedro Iturralde Quintet, Flamenco-Jazz.
- 1977 : Al Di Meola, Elegant Gypsy.
- 1978 : Dolores (groupe de jazz-rock des années 1970, fondé par Pedro Ruy-Blas[101]), Asa Nisi Masa, sur le thème Por donde caminas.
- 1981 : John McLaughlin, Belo Horizonte (en).
- 1982 : Al Di Meola, Electric Rendezvous (en).
- 1982 : Chick Corea, Touchstone (en).
- 1995 : John McLaughlin, The Promise (en), sur le thème El ciego (John McLaughlin, Paco de Lucía, Al Di Meola)

#### Avec d'autres musiciens
- 1987 : Georges Dalaras, Live recordings.
- 1989 : Djavan, Océano.
- 1989 : Joan Manuel Serrat, Material Sensible, sur la chanson Salam Rashid.
- 1990 : Claudio Baglioni, Oltre, sur le thème Domani Mai.
- 1990 : Dyango : Corazón de Bolero, sur le thème Europa de Santana.
- 1992 : Raphael Rabello, Todos os Tons, sur le thème Samba do Aviao d'Antonio Carlos Jobim.
- 1992 : Joan Manuel Serrat, Utopia, sur la chanson Utopia.
- 1996 : Bryan Adams, 18 'Til I Die, sur le thème Have You Ever Really Loved A Woman.
- 2007 : Tomeu Penya, Paraules que s'endú es vent, sur la chanson éponyme.

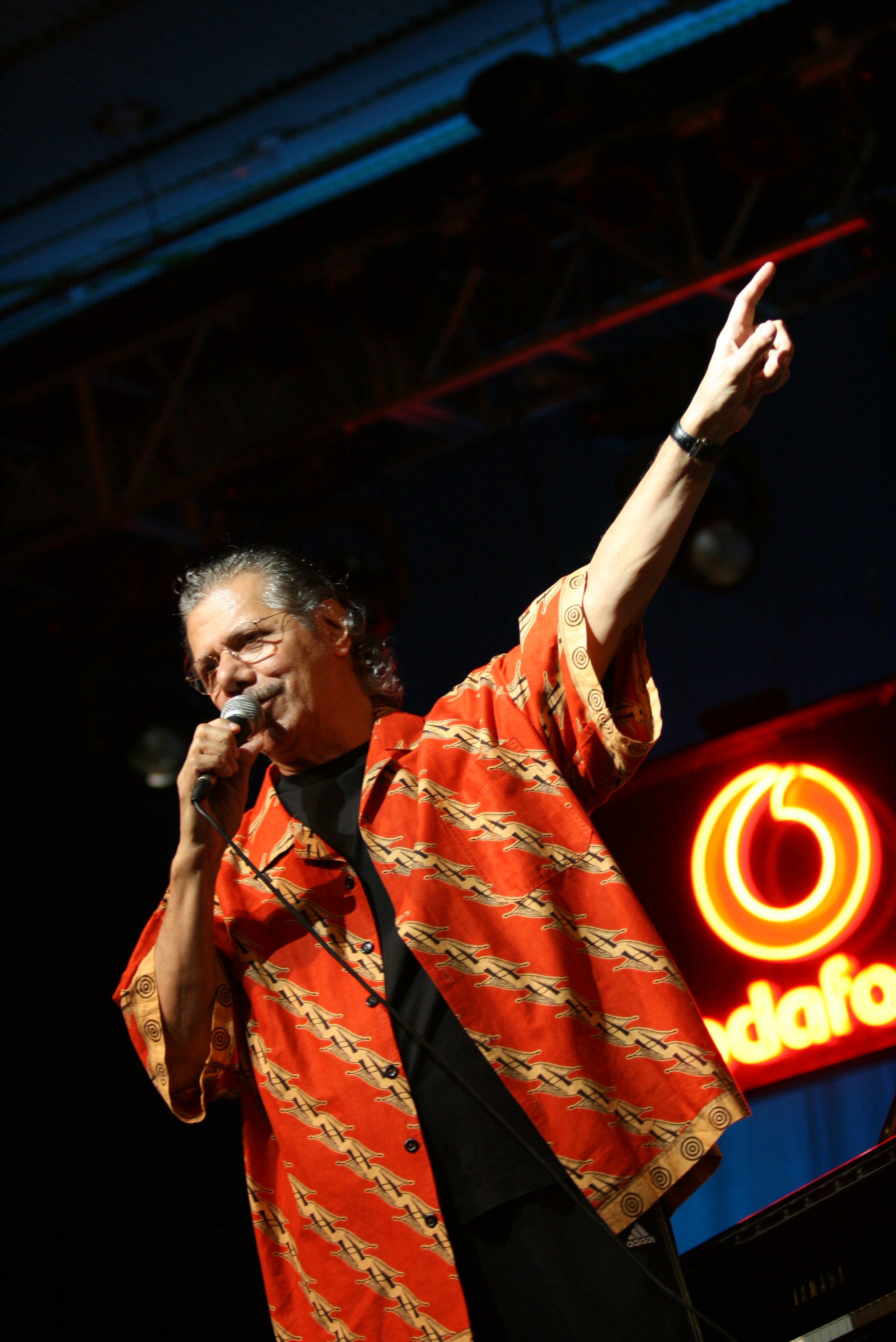
Chick Corea.
Vicente Amigo.
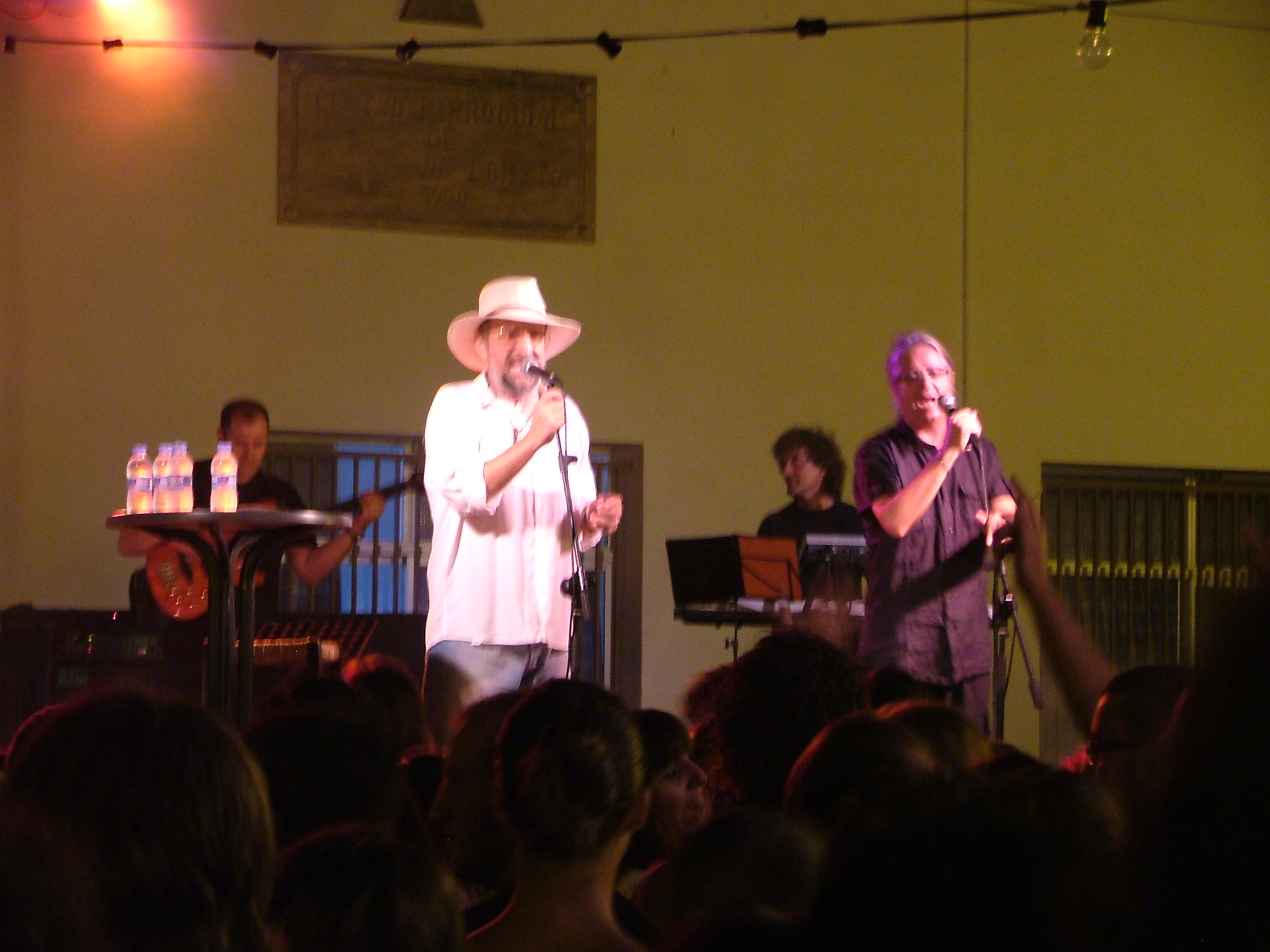
Tomeu Penya.
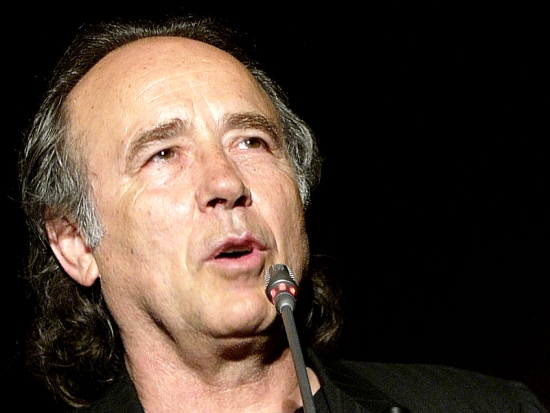
Joan Manuel Serrat.
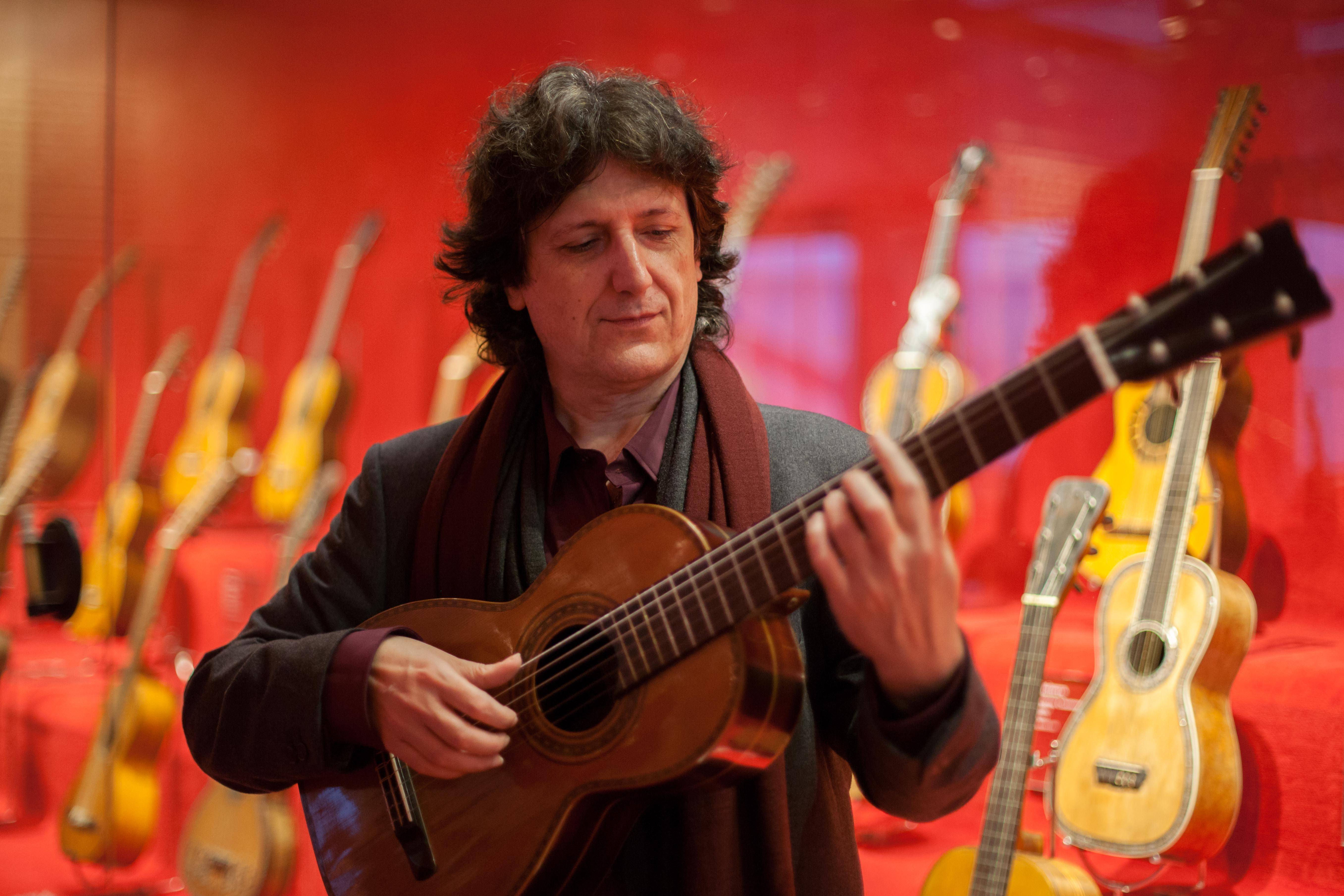
Juan Manuel Cañizares.
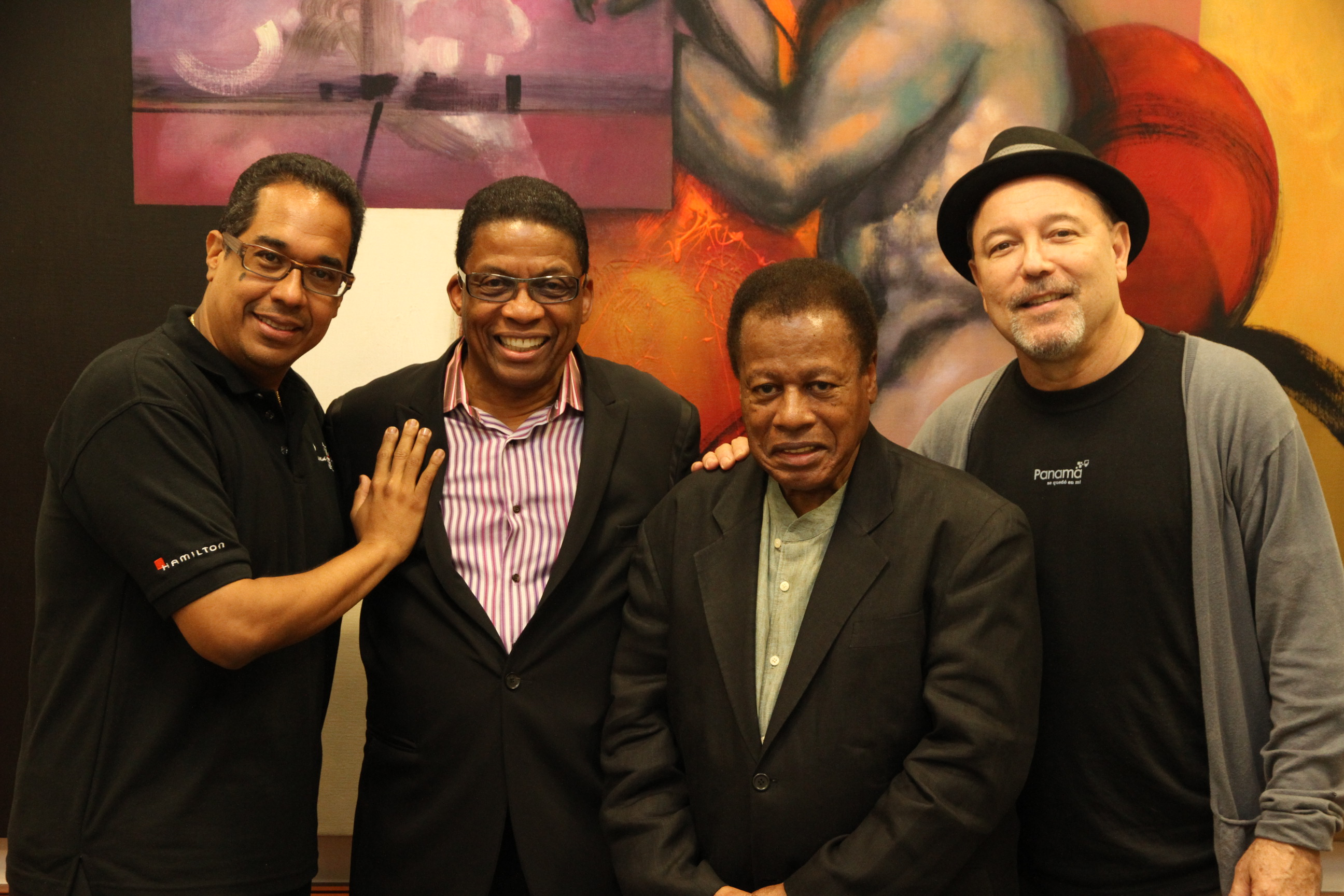
Danilo Pérez, Herbie Hancock, Wayne Shorter, Rubén Blades (2013).

### Musique de films

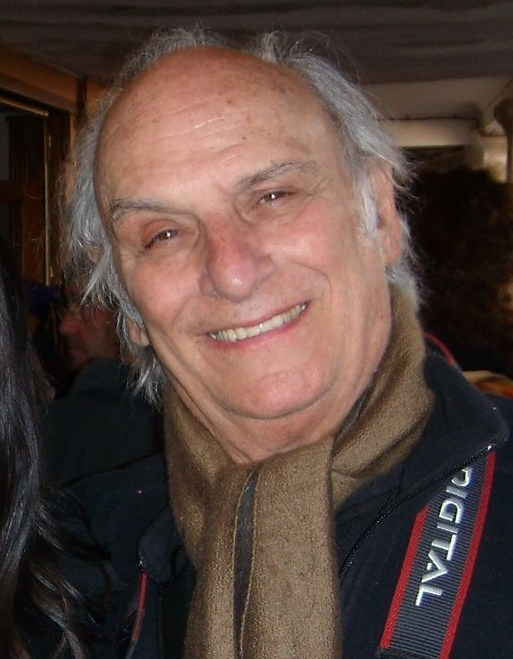
Le réalisateur Carlos Saura (ici en 2008) a collaboré à plusieurs reprises avec Paco de Lucía.

Au cours de sa carrière, Paco de Lucía compose quelques bandes originales de films. Des cinéastes, Carlos Saura notamment, le sollicitent directement ou puisent dans son répertoire,. En 1979, trois ans après avoir réalisé, pour Gonzalo Sebastián de Erice, la bande-son d'un court métrage de 20 min, La nueva Costa del Sol, il crée la bande sonore d'un drame de José Luis Borau : La Sabina,. Sa rencontre avec son compatriote Carlos Saura se traduit par une première collaboration, en 1983, en tant que compositeur et acteur, pour le film Carmen, primé au festival de Cannes 1983,,. La contribution musicale de Paco lui vaut, en 1985, une nomination au British Academy Film Awards, aux côtés de Mike Oldfield, Ry Cooder, et Ennio Morricone, ce dernier remportant le prix pour la bande-son d'Il était une fois en Amérique de Sergio Leone,. En 1984, le britannique Stephen Frears fait appel au guitariste de flamenco pour son long métrage The Hit. Tandis qu'Eric Clapton compose la musique du générique, Paco de Lucía élabore celle du film,.
Quatre ans plus tard, il signe la bande originale de Montoyas y Tarantos, une adaptation cinématographique de la célèbre tragédie de William Shakespeare : Roméo et Juliette, réalisée par Vicente Escrivá et ayant pour vedette la danseuse Cristina Hoyos. La même année, conjointement avec Jesús Glück, il compose la bande-son de L'Indomptée, une œuvre de Javier Elorrieta, inspirée d'une nouvelle de Vicente Blasco Ibáñez et comptant dans sa distribution internationale l'actrice américaine Sharon Stone.
En 1991, il retrouve Carlos Saura ; il apparaît comme guitariste dans une séquence du film documentaire Sevillanas, consacré à la forme sévillane du flamenco,. Il est de nouveau à l'affiche d'un documentaire de Saura en 1995. Le film, Flamenco, présente divers aspects du flamenco, illustrés par des performances d'artistes tels que Fernanda de Utrera, Rocío Jurado, Juan Moneo, María Pagés, Manolo Sanlúcar et Paco de Lucía,. Toujours en 1995, il apporte sa touche flamenco au tube de Bryan Adams, Have You Ever Really Loved a Woman?, pour la comédie romantique Don Juan DeMarco de Jeremy Leven, dont la bande originale est signée Michael Kamen et qui réunit les acteurs Marlon Brando et Johnny Depp,. En 2005, des morceaux, nés de la collaboration de Paco de Lucía avec Camarón de la Isla, sont utilisés par Jaime Chávarri dans son film biographique retraçant la vie du chanteur de flamenco mort treize ans plus tôt,. Le documentaire Flamenco, Flamenco de Saura, sorti en 2010 et sélectionné au festival international de Contis en 2011, rassemble de nouveau des maîtres du flamenco, dont Paco de Lucía,.
Des œuvres composées ou interprétées par Paco de Lucía apparaissent au générique de quelques films : La Niña De Puerta Oscura, extraite de l'album Entre dos aguas, et le Concerto d'Aranjuez dans le film La Vie aquatique (2004) de Wes Anderson, la rumba Entre dos aguas dans Vicky Cristina Barcelona (2008) de Woody Allen. Le réalisateur Agustín Díaz Yanes, admirateur du guitariste, intitule un de ses thrillers, sorti en 2008, du titre du tango qui donne son nom à l'album Solo quiero caminar,.

## Partitions (transcriptions)

### Collection officielle
La technique guitaristique de Paco de Lucía est restituée par différents experts de l'instrument dans deux séries de partitions. La « collection officielle des transcriptions de l'œuvre de Paco de Lucía », composée de six livrets dont le contenu est certifié par Paco et rédigé en espagnol, français et anglais, permet d'apprécier le travail du guitariste au cours de ses décennies d'exploration musicale, avec des titres extraits d'albums emblématiques du parcours de l'artiste tels que La fabulosa guitarra de Paco de Lucía (1967), Fuente y caudal (1973) et Zyryab (1990),.
- Libro I: La fabulosa guitarra de Paco de Lucía (Lucía Gestión).
- Libro II: Fantasía flamenca de Paco de Lucía (Lucía Gestión).
- Libro III: Fuente y caudal (Lucía Gestión).
- Libro IV: Almoraima (Lucía Gestión).
- Libro V: Siroco (Flamencolive).
- Libro VI: Zyryab (Flamencolive).

Les trois anthologies de falsetas, publiées par les éditions RGB Arte Visual, présentent les diverses facettes stylistiques du flamenco abordées par le maître durant sa carrière ici divisée en trois périodes historiques :
- Antología de falsetas de Paco de Lucía, Bulerías 1.ª época (Flamencolive) ;
- Antología de falsetas de Paco de Lucía, Tangos 1.ª época (Flamencolive) ;
- Antología de falsetas de Paco de Lucía, Tientos 1.ª época (Flamencolive).

### Autres transcriptions
- La fabulosa guitarra de Paco De Lucía (Gendai Guitar).
- Friday night in San Francisco (Hal Leonard).
- La guitarra de Paco de Lucía (Seemsa).
- Entre dos aguas (Seemsa).
- Claude Worms : Paco de Lucía tocando a Camarón. Étude de style (Play Music Publishing).
- David Leiva : Paco de Lucía guitar tab anthology (Carisch).
- Lo mejor de Paco de Lucía (éditeur : Canciones del Mundo, 1970)[209].

### Collections d'autres compositeurs reliés
- Bryan Adams : Have You Ever Really Loved a Woman?, en 18 Til I Die (Hal Leonard).
- David Leiva : Camarón (Nueva Carisch España).
- David Leiva : Guía de la guitarra flamenca (Flamencolive).
- Al Di Meola : «Passion, grace & fire», 2 Chitarre in Music Words Pictures (Hal Leonard).

## Filmographie

### Documentaires
Au début des années 1990, la maison de production audiovisuelle EuroArts Music International s'associe avec la chaîne de télévision franco-allemande Arte, la télévision publique espagnole et la WDR, un membre de l'audiovisuel public allemand, pour réaliser un film documentaire sur Paco de Lucía. Le portrait du guitariste, réalisé sous la direction du documentariste allemand Michael Meert et intitulé Paco de Lucía, Light And Shade (« Paco de Lucía, Lumière et Ombre »), sort en 1994,. Le document audiovisuel retrace des étapes importantes de la carrière de l'artiste, de sa formation dans les années 1950 et 1960, sous la houlette de son père, jusqu'à l'enregistrement de sa version du Concerto d'Aranjuez en 1991, en passant par ses duos avec ses frères Ramón et Pepe, Camarón de la Isla, et des prestations scéniques seul ou en compagnie de Carlos Santana, de John McLaughlin et Al di Meola, ou encore des membres de son sextet. Des images d'archives sont entrecoupées de séquences dans lesquelles Paco évoque des souvenirs de jeunesse et son travail d'interprètre et de compositeur, ou joue de la guitare,.
Vingt ans plus tard, quelques mois après sa mort, l'« enfant chéri » d'Algésiras est le sujet central d'une nouvelle biographie filmée : La búsqueda (titre français : Paco de Lucía, légende du flamenco). Tourné par son fils, produit et écrit par ses filles,, le long métrage documentaire, sorti en Espagne en octobre 2014, déroule sur 1 h 35 min la vie de l'artiste, mêlant photos, images d'archives, interviews de Paco recueillies de 2010 à 2014, témoignages de ses proches, comme son frère Pepe, et de ses partenaires de studio ou de concert, tels que les guitaristes Ricardo Modrego, John McLaughlin et Carlos Santana, les chanteurs Rubén Blades et Alejandro Sanz, le danseur Farru, le compositeur Chick Corea, et des membres de son sextet Carles Benavent et Jorge Pardo. En 2015, l'œuvre, restée inachevée du fait de la mort du guitariste en février 2014,, a reçu le Goya du meilleur documentaire espagnol,. À sa sortie en France, le 28 octobre 2015, les critiques de presse sont partagées. « c'est cette confession assumée du musicien andalou, avec ses doutes et ses névroses, qui fait la réussite du film : un document d'exception, émouvant pour les fans comme pour les néophytes », selon Télérama. À voir, à lire parle d'un « portrait vivant et intime de l’artiste guitariste... [qui] laisse la part belle à la musique. ». Critikat juge que « le film n’adopte pas le goût pour l’improvisation de son sujet, et s’avère plutôt impersonnel et superficiel ». Selon le journal Libération, le documentaire « a pour principal défaut de mettre bout à bout de lassantes louanges de l’artiste. Et d’éviter soigneusement tout aspect un tant soit peu polémique. », néanmoins « le magnétisme de l'artiste espagnol [...] et de superbes images d'archives sauvent un documentaire hagiographique conçu par sa famille ».
- 1994 : Paco de Lucía, Light And Shade, documentaire réalisé par Meert Michael[211].
- 2014 : Paco de Lucía, légende du flamenco, documentaire réalisé par Curro Sánchez[214].

### Autres films
En 1971, Paco de Lucía fait un caméo dans le western Un colt pour trois salopards de Burt Kennedy. Un chapeau de paille sur la tête et un poncho sur les épaules, il joue à la guitare le thème principal de la bande-son signée Ken Thorne. En 1983, il apparaît à l'écran comme acteur, dans le rôle d'un musicien de flamenco, dans le film Carmen de Carlos Saura. Dans les films-ballets de Carlos Saura : Sevillanas en 1991, Flamenco en 1995, et Flamenco, Flamenco en 2010, il est aussi à l'image, mais dans son propre rôle cette fois.